# Lista państw świata w latach 50. XX wieku
Lista państw świata w latach 50. XX wieku – lista państw świata już istniejących lub powstałych w okresie od 1 stycznia 1950 roku do 31 grudnia 1959 roku zarówno tych powszechnie uznanych, jak i nieuznanych na arenie międzynarodowej wraz z informacjami na temat ich statusu. Państwa zostały uszeregowane w kolejności alfabetycznej według nazwy krótkiej. Lista obejmuje także podmioty i terytoria o specyficznym statusie, które nie spełniały definicji państwa, lecz miały określoną podmiotowość w stosunkach międzynarodowych.
W dekadzie lat 50. powstało 7 państw powszechnie uznanych na arenie międzynarodowej, tj. Libia (1951), Maroko, Sudan, Tunezja (1956), Ghana, Malaje (1957) oraz Gwinea (1958). W pełni niepodległymi państwami stały się Kambodża, Laos i Wietnam (podzielony na Wietnam Południowy i Północny). W tym okresie zakończyła się wojskowa okupacja Austrii, Japonii oraz Niemiec (zarówno Republiki Federalnej Niemiec, jak i Niemieckiej Republiki Demokratycznej), dzięki czemu państwa te odzyskały pełną suwerenność. W 1958 roku z połączenia Egiptu i Syrii powstała Zjednoczona Republika Arabska. W tym samym roku zawiązały się dwie konfederacje: Federacja Arabska i Zjednoczone Państwa Arabskie. Niezależność utracił Tybet, który w 1951 roku stał się integralną częścią Chińskiej Republiki Ludowej.
Na koniec lat 50. istniało 96 niepodległych państw. Spośród nich 80 należało do Organizacji Narodów Zjednoczonych (ONZ). Członkami ONZ były także dwie republiki radzieckie: Białoruś i Ukraina. W ciągu dekady lat 50. do tej organizacji dołączyły 24 państwa: Albania, Austria, Bułgaria, Cejlon, Finlandia, Ghana, Gwinea, Hiszpania, Indonezja, Irlandia, Japonia, Jordania, Kambodża, Laos, Libia, Malezja, Maroko, Nepal, Portugalia, Rumunia, Sudan, Tunezja, Węgry oraz Włochy. W 1958 roku Zjednoczona Republika Arabska zastąpiła w prawach członkowskich Egipt i Syrię. Status obserwatora przy Zgromadzeniu Ogólnym ONZ miały natomiast: od 1946 roku Szwajcaria, od 1949 roku Korea Południowa, od 1952 roku Republika Federalna Niemiec i Wietnam Południowy, a od 1956 roku Monako.

## Kryteria włączenia
W doktrynie prawa międzynarodowego zazwyczaj wymienia się trzy elementy konieczne, aby uznać dany podmiot za państwo, tj. stałą ludność, określone terytorium oraz suwerenną władzę. Konwencja o prawach i obowiązkach państw przyjęta w Montevideo w 1933 roku do trzech powyższych kryteriów dodała także zdolność do nawiązywania stosunków z innymi państwami. Jednocześnie w konwencji z Montevideo zostało podkreślone, że istnienie polityczne państwa jest niezależne od uznania przez inne państwa. W doktrynie pojawia się opinia, że decydującym elementem odróżniającym państwa od innych organizacji terytorialnych jest suwerenność w rozumieniu niezależności władzy państwowej od jakiejkolwiek innej władzy zarówno na własnym terytorium, jak i w stosunkach z innymi państwami.
Biorąc pod uwagę powyższe, lista obejmuje państwa o pełnej suwerenności, jak i te, których suwerenność zewnętrzna z różnych względów była ograniczona (m.in. poprzez zawarcie umowy z innym państwem). Do drugiej kategorii zaliczały się tzw. minipaństwa, tj. Andora, Liechtenstein, Monako i San Marino, a także Bhutan oraz Maskat i Oman.
Istotnym atrybutem dla funkcjonowania państwa na arenie międzynarodowej jest jego uznanie międzynarodowe. Uznanie nowo powstałego państwa ma charakter dyskrecjonalny, tj. całkowicie zależny od woli podmiotu uznającego. W doktrynie odróżnia się uznanie de iure od uznania de facto. Uznanie de iure jest pełne i ostateczne, uznanie de facto natomiast ma charakter prowizoryczny, niepełny. Z faktu uznania wynika zdolność do czynności prawnych państwa, m.in. do zawierania umów z innymi podmiotami czy nawiązywania stosunków dyplomatycznych. Skutkiem uznania jest również przyznanie przedstawicielom danego państwa stosownych immunitetów i przywilejów.
Lista obejmuje zarówno państwa powszechnie, jak i częściowo uznane na arenie międzynarodowej. W latach 50. istotnymi czynnikami wpływającymi na uznanie niektórych państw były zimnowojenna rywalizacja i ideologia obowiązująca w danym państwie. Uwidoczniło się to szczególnie w przypadku tzw. państw podzielonych: Chin, Korei, Niemiec i Wietnamu. Z pewnymi wyjątkami państwa komunistyczne uznawały Chińską Republikę Ludową, Koreę Północną, Wietnam Północny i Niemiecką Republikę Demokratyczną, natomiast państwa kapitalistyczne – Republikę Chińską, Koreę Południową, Wietnam Południowy oraz Republikę Federalną Niemiec. Czynnik ideologiczny miał znaczenie również w niepowszechnym uznaniu Mongolskiej Republiki Ludowej i Izraela. Oddzielnie wylistowane zostały państwa nieuznane na arenie międzynarodowej.
Zestawienie zawiera państwa unitarne, federacje i konfederacje już istniejące, powstałe w latach 50. oraz te, które w tym okresie przestały istnieć wraz z podaniem daty powstania lub upadku. W przypadku federacji wymienione zostały poszczególne ich części składowe jako podmioty o określonej autonomii. Konfederacjami istniejącymi w latach 50. były: Federacja Arabska oraz Zjednoczone Państwa Arabskie. Państwa wchodzące w ich skład pozostały niezależne i zachowały swoją podmiotowość międzynarodową oraz obowiązujący system rządów.
Na oddzielnej liście wymienione zostały podmioty prawa międzynarodowego inne niż państwa, tj. takie podmioty, które posiadały prawa i obowiązki wynikające bezpośrednio z prawa międzynarodowego (np. bierne i czynne prawo legacji czy możliwość zawierania umów międzynarodowych). Wśród nich znalazły się niesuwerenne organizacje terytorialne, tj. Berlin Zachodni, Saara, Sikkim, Międzynarodowa Strefa Tangeru oraz Wolne Terytorium Triestu, suwerenne podmioty nieterytorialne, tj. Stolica Apostolska i Zakon Maltański, a także częściowo uznany Tymczasowy Rząd Republiki Algierskiej. Dodatkowo zestawienie to objęło również strefy neutralne między Arabią Saudyjską a Irakiem oraz Arabią Saudyjską a Kuwejtem, niepodlegające bezpośrednio jurysdykcji żadnego z państw.

## Zmiany na mapie politycznej świata w latach 50.

### Afryka
W 1950 roku w Afryce istniały cztery niepodległe państwa: Egipt, Etiopia, Liberia i Związek Południowej Afryki będący królestwem wspólnotowym (Commonwealth realm). W latach 50. proces dekolonizacji objął przede wszystkim Afrykę Północną. W 1951 roku w wyniku połączenia trzech okupowanych terytoriów (Cyrenajki, Trypolitanii i Fazzanu) powstała niepodległa Libia, natomiast w 1956 roku niepodległość uzyskały Maroko oraz Tunezja. W tym samym roku dotychczasowe kondominium – Sudan Anglo-Egipski – proklamowało niepodległość jako Sudan. W Algierii, której poszczególne departamenty miały status departamentów zamorskich Francji, trwała wojna między Frontem Wyzwolenia Narodowego a Francją. We wrześniu 1958 roku Front Wyzwolenia Narodowego powołał Tymczasowy Rząd Republiki Algierskiej, na czele którego stanął Ferhat Abbas. Rząd tymczasowy uznany został przez część państw arabskich, afrykańskich oraz azjatyckich. 29 października 1956 roku Międzynarodowa Strefa Tangeru zarządzana kolektywnie przez kilka państw została zlikwidowana i stała się integralną częścią Maroka.
Francuskie imperium kolonialne w Afryce w latach 50. obejmowało również:
- departament zamorski: Reunion,
- terytoria zamorskie: Francuską Afrykę Zachodnią (w skład której wchodziły Senegal, Mauretania, Sudan Francuski, Gwinea, Wybrzeże Kości Słoniowej, Górna Wolta, Dahomej i Niger), Francuską Afrykę Równikową (obejmującą Gabon, Kongo Środkowe, Czad i Ubangi-Szari), Komory, Madagaskar oraz Somali Francuskie,
- terytoria powiernicze ONZ: Togo Francuskie oraz Kamerun Francuski.

Wszystkie te terytoria wchodziły w skład Unii Francuskiej. Na mocy konstytucji V Republiki Francuskiej Unia Francuska została zastąpiona przez Wspólnotę Francuską, której członkowie mieli prawo uzyskać status autonomicznych republik. 28 września 1958 roku w Algierii oraz we wszystkich francuskich terytoriach zamorskich i terytoriach powierniczych ONZ przeprowadzone zostało referendum w sprawie akceptacji nowej konstytucji, a co za tym idzie przyłączenia się do Wspólnoty Francuskiej. We wszystkich terytoriach, z wyjątkiem Gwinei, mieszkańcy opowiedzieli się za przyjęciem konstytucji V Republiki. 2 października 1958 roku Gwinea proklamowała niepodległość. Wraz z wejściem w życie konstytucji V Republiki formalnie przestały istnieć federacje francuskich kolonii Francuska Afryka Zachodnia i Francuska Afryka Równikowa, a jej podmioty jako autonomiczne republiki stały się częścią Wspólnoty Francuskiej. Status autonomicznej republiki uzyskał także Madagaskar. Komory i Somali Francuskie zdecydowały się pozostać przy statusie terytorium zamorskiego. Rada Powiernicza ONZ nie zgodziła się na włączenie do Wspólnoty Francuskiej Toga Francuskiego i Kamerunu Francuskiego. Tym samym afrykańskimi członkami nowej Wspólnoty zostały:
- departamenty Algierii i Sahary,
- Reunion jako departament zamorski,
- Komory i Somali Francuskie jako terytoria zamorskie,
- Republika Środkowoafrykańska (dawniej Ubangi-Szari), Republika Konga (obejmująca część dawnego Konga Środkowego), Czad, Dahomej, Gabon, Wybrzeże Kości Słoniowej, Republika Malgaska, Mauretania, Niger, Górna Wolta, Senegal oraz Republika Sudanu jako państwa członkowskie w formie autonomicznych republik.

W 1959 roku Senegal i Republika Sudanu połączyły się, tworząc Federację Mali.
Do 24 grudnia 1951 roku Francja administrowała okupowanym terytorium Fazzanu, kiedy stało się ono częścią niepodległej Libii.
Na początku lat 50. Zjednoczone Królestwo na kontynencie afrykańskim miało następujące posiadłości:
- kolonie korony brytyjskiej: Aszanti, Basuto, Mauritius, Rodezja Południowa, Seszele, Wyspa Świętej Heleny (wraz z dependencjami Wyspą Wniebowstąpienia i Tristan da Cunha) oraz Złote Wybrzeże,
- protektoraty: Beczuana, Niasa, Rodezja Północna (w tym Barotseland), Somali Brytyjskie, Suazi, Terytoria Północne Złotego Wybrzeża, Uganda oraz Zanzibar,
- kolonie i protektoraty: Gambia, Kenia, Nigeria oraz Sierra Leone,
- terytoria powiernicze ONZ: Togo Brytyjskie, Kamerun Brytyjski i Tanganika.

1 sierpnia 1953 roku powstała kolonialna Federacja Rodezji i Niasy, która objęła Rodezję Południową, Rodezję Północną i Niasę. 5 marca 1957 roku niepodległym państwem stała się Ghana, która powstała z terytoriów Złotego Wybrzeża, Aszanti, Terytoriów Północnych Złotego Wybrzeża oraz Togo Brytyjskiego.
Wielka Brytania administrowała także Somali Włoskim, a także pod nadzorem ONZ Cyrenajką, Trypolitanią oraz Erytreą. Somali Włoskie 1 kwietnia 1950 roku zostało przekazane Włochom jako terytorium powiernicze, Cyrenajka i Trypolitania 23 grudnia 1951 roku stały się częścią niepodległej Libii, natomiast Erytrea we wrześniu 1952 roku utworzyła z Etiopią Federację Etiopsko-Erytrejską.
Na początku lat 50. w skład hiszpańskiego imperium kolonialnego w Afryce wchodziły:
- protektorat Maroka,
- kolonie: Gwinea Hiszpańska i Hiszpańska Afryka Zachodnia,
- terytoria w Afryce Północnej (tzw. plazas de soberanía): Ceuta i Melilla, Islas Alhucemas (w tym Peñón de Alhucemas, Isla de Tierra i Isla de Mar), Islas Chafarinas (w tym Isla del Congreso, Isla de Isabel II i Isla del Rey Francisco), Isla de Perejil oraz Peñón de Vélez de la Gomera.

7 kwietnia 1956 roku hiszpańska część Maroka została włączona do niepodległej części Maroka. W wyniku wojny o Ifni w kwietniu 1958 roku Hiszpania przekazała Maroku terytorium Ras Dżubi.
W 1956 roku w miejsce hiszpańskich kolonii powstały dwie prowincje: Prowincja Zatoki Gwinejskiej oraz Prowincja Hiszpańskiej Afryki Zachodniej. W 1958 roku Prowincja Hiszpańskiej Afryki Zachodniej podzielona została na prowincje Ifni i Sahara Zachodnia, natomiast w 1959 roku Prowincję Zatoki Gwinejskiej zastąpiły prowincje Fernando Po i Río Muni.
Portugalskie posiadłości w Afryce obejmowały: Angolę, Gwineę Portugalską, Mozambik, Wyspy Świętego Tomasza i Książęcą oraz Wyspy Zielonego Przylądka. Portugalia dążyła do integracji kolonii z metropolią, co miało opóźnić proces dekolonizacji. W tym celu w 1951 roku nadała koloniom status prowincji zamorskich.
Belgia posiadała jedną kolonię – Kongo Belgijskie. Zarządzała także terytorium powierniczym ONZ pod nazwą Ruanda-Urundi.
Związek Południowej Afryki sprawował zwierzchnictwo nad Afryką Południowo-Zachodnią. Miała stać się ona terytorium powierniczym ONZ. Sprawa trafiła przed Międzynarodowy Trybunał Sprawiedliwości. Orzekł on, że Związek Południowej Afryki nie ma obowiązku ustanowienia powiernictwa, jednak wiążą go postanowienia wynikające z mandatu Ligi Narodów. Zgromadzenie Ogólne ONZ za pośrednictwem Komisji ds. Afryki Południowo-Zachodniej miało sprawować nadzór nad wypełnianiem obowiązków przez rząd Południowej Afryki.

### Azja

#### Bliski Wschód
Na początku lat 50. w regionie Bliskiego Wschodu znajdowało się: 10 niepodległych państw (Arabia Saudyjska, Egipt, Irak, Iran, Izrael, Jemen, Jordania, Liban, Syria i Turcja), Sułtanat Maskatu i Omanu będący pod nieformalnym protektoratem brytyjskim oraz 4 państwa protegowane przez Wielką Brytanię (Bahrajn, Katar, Kuwejt oraz Oman Traktatowy). Państwa protegowane miały kontrolę nad sprawami wewnętrznymi, lecz były zależne od Wielkiej Brytanii w sprawach polityki zagranicznej. Wielka Brytania posiadała także protektorat i kolonię Aden.
23 lipca 1952 roku w wyniku tzw. rewolucji Wolnych Oficerów w Egipcie obalona została monarchia króla Faruka I, a 18 czerwca 1953 roku oficerowie proklamowali republikę. W 1956 roku prezydentem Egiptu został Gamal Abdel Naser, który głosił doktrynę panarabizmu. Jej przejawem było powstanie w 1958 roku wspólnego państwa egipsko-syryjskiego pod nazwą Zjednoczona Republika Arabska. W regionie Bliskiego Wschodu podejmowano również inne próby zjednoczeniowe. 14 lutego 1958 roku Irak i Jordania utworzyły Federację Arabską będącą de facto konfederacją monarchii haszymidzkich. Federacja Arabska została rozwiązana po przewrocie wojskowym w Iraku, który miał miejsce 14 lipca 1958 roku. W jego wyniku obalony został król Fajsal II, a Irak stał się republiką. 8 marca 1958 roku natomiast Zjednoczona Republika Arabska i Królestwo Jemenu podpisały umowę powołującą luźną konfederację pod nazwą Zjednoczone Państwa Arabskie.

#### Azja Południowa
W Azji Południowej na początku 1950 roku istniało pięć niepodległych państw (Afganistan, Birma, Cejlon, Indie i Pakistan), Bhutan jako protektorat Indii, Sułtanat Malediwów będący państwem protegowanym przez Wielką Brytanię, a także posiadłości kolonialne Francji i Portugalii – Indie Francuskie i Portugalskie.
W dalszym ciągu kształtowały się granice administracyjne Indii i Pakistanu. Pod koniec 1950 roku pod formalnym protektoratem Indii znalazło się Królestwo Sikkim. Faktycznym protektoratem Indii był również Bhutan. Indie miały nie ingerować w jego wewnętrzną administrację, jednak Bhutan był zobowiązany kierować się radą rządu Indii w odniesieniu do spraw zagranicznych. W latach 1950–1954 Indie przejęły posiadłości należące do Indii Francuskich: w 1950 roku Chandernagore (włączone w 1954 roku do stanu Bengal Zachodni), natomiast w 1954 roku Pondichéry, Janam, Mahé i Karajkkal. Na subkontynencie indyjskim nadal swoje posiadłości miała Portugalia. Na początku lat 50. obejmowały one jednostki administracyjne Goa, Daman (wraz z Dadrą i Nagarhaweli) i Diu. Dadra i Nagarhaweli wyzwoliły się spod portugalskiego zwierzchnictwa w 1954 roku. Co prawda Portugalia wciąż uważała te terytoria za swoje posiadłości, jednak de facto tworzyły one niezależny podmiot ściśle związany z Indiami, szczególnie w kwestiach dotyczących polityki zagranicznej.
W Pakistanie przeprowadzona została reforma administracyjna (One Unit) dzieląca państwo na dwie prowincje: Pakistan Zachodni i Pakistan Wschodni. Następował proces stopniowego integrowania się z tym państwem tzw. państw książęcych i ograniczania ich samodzielności. W 1958 roku Pakistan odkupił od sułtana Maskatu port Gwadar.
Nierozwiązany został problem Kaszmiru będącego przedmiotem sporu między Indiami, Pakistanem i Chinami. Indie administrowały południowym fragmentem regionu i od 1954 roku uważały go za integralną część państwa jako stan Dżammu i Kaszmir. Pod faktycznym zwierzchnictwem Pakistanu natomiast znajdowały się regiony Azad Kaszmir, Gilgit i Baltistan.
W 1959 roku od Sułtanatu Malediwów odłączyły się atole Addu, Fua Mulaku oraz Huvadu i proklamowały niepodległą Zjednoczoną Republikę Suwadiwów. Początkowo ruch ten wspierany był przez Brytyjczyków. Secesja nie została uznana przez sułtana Malediwów ani przez inne państwa.

#### Azja Wschodnia
Na początku lat 50. w Azji Wschodniej znajdowały się: dwa państwa chińskie (Chińska Republika Ludowa i Republika Chińska), dwa państwa koreańskie (Republika Korei i Koreańska Republika Ludowo-Demokratyczna), Mongolia, Japonia pod okupacją państw alianckich, Tybet będący de facto niepodległym państwem oraz dwie kolonie: brytyjska (Hongkong) i portugalska (Makau).
Podział na Chińską Republikę Ludową (obejmującą kontynentalną część Chin) i Republikę Chińską (w skład której wchodziły wyspa Tajwan, przybrzeżne wyspy i kilka okolicznych archipelagów), powstały w wyniku wojny domowej zakończonej w 1949 roku, utrwalił się w dekadzie lat 50. Oba państwa uważały się za jedynych reprezentantów całych Chin. Początkowo większość państw świata uznawała Republikę Chińską. Była ona również reprezentantem Chin w ONZ (w tym jako stały członek Rady Bezpieczeństwa). Chińska Republika Ludowa wychodziła jednak z izolacji, nawiązując stosunki polityczne i gospodarcze nie tylko z państwami komunistycznymi, lecz także z wieloma państwami neutralnymi. W latach 50. między oboma państwami doszło do dwóch konfrontacji zbrojnych, znanych jako pierwszy (1954–1955) i drugi kryzys w Cieśninie Tajwańskiej (1958). W wyniku pierwszego kryzysu komunistyczne Chiny zajęły wyspy Yijiangshan i Dachen. 2 grudnia 1954 roku Stany Zjednoczone i Republika Chińska zawarły traktat o wzajemnej obronie (wszedł w życie 3 marca 1955 roku). Drugi kryzys zakończył się status quo ante bellum i ustabilizował sytuację w regionie na kilkanaście lat.
Na przełomie 1950 i 1951 roku Chińska Armia Ludowo-Wyzwoleńcza zajęła Tybet. 23 maja 1951 roku zawarte zostało siedemnastopunktowe porozumienie, zgodnie z którym Tybet stał się częścią Chińskiej Republiki Ludowej przy zachowaniu autonomii wewnętrznej. W 1959 roku wybuchło powstanie tybetańskie stłumione przez chińską armię. W rezultacie XIV Dalajlama udał się na emigrację do Indii.
Na Półwyspie Koreańskim w latach 1950–1953 trwała wojna między Koreańską Republiką Ludowo-Demokratyczną (wspieraną przez Chińską Republikę Ludową i ZSRR) a Republiką Korei (wspieraną przez siły pokojowe ONZ, na czele ze Stanami Zjednoczonymi). 27 lipca 1953 roku podpisano rozejm w Panmundżomie, de facto kończący wojnę koreańską. Na mocy jego postanowień utworzona została Koreańska Strefa Zdemilitaryzowana przebiegająca w przybliżeniu wzdłuż 38 równoleżnika. Utrwaliła ona podział na dwa państwa koreańskie i stała się faktyczną granicą między nimi. Po wojnie oba państwa koreańskie uważały się za reprezentantów całej Korei i wzajemnie się nie uznawały. Na koniec lat 50. większość państw świata nie utrzymywało stosunków dyplomatycznych z Koreą Północną, z wyjątkiem państw komunistycznych, które nie uznawały Korei Południowej.
W 1950 roku Japonia wciąż znajdowała się pod okupacją wojsk sojuszniczych. 8 września 1951 roku Japonia i 48 innych państw podpisały traktat pokojowy. Wszedł on w życie 28 kwietnia 1952 roku. Na jego mocy zakończyła się powojenna okupacja, a Japonia odzyskała pełną suwerenność. Pod administracją amerykańską pozostały archipelagi Nansei na południe od 29° szerokości geograficznej północnej i Nanpō na południe od wyspy Sōfu Gan oraz wyspy Parece Vela i Marcus. 25 grudnia 1953 roku Amerykanie oddali Japończykom wyspy Amami.
W latach 50. Mongolska Republika Ludowa utrzymywała stosunki dyplomatyczne głównie z państwami komunistycznymi, a także z Birmą, Indiami i Indonezją, jednak duża część państw uznawała ją za niezależne państwo. W 1953 roku rząd Kuomintangu wycofał uznanie Mongolii wraz z wypowiedzeniem traktatu o przyjaźni i sojuszu zawartego z ZSRR w 1945 roku. Republika Chińska rościła sobie prawa do Mongolii Zewnętrznej, uznając ją za część Chin. Dwukrotnie sprzeciwiła się członkostwu Mongolskiej Republiki Ludowej w ONZ.

#### Azja Południowo-Wschodnia
Na początku 1950 roku w Azji Południowo-Wschodniej istniały: trzy niepodległe państwa, tj. Filipiny, Tajlandia i federacyjne Stany Zjednoczone Indonezji, Federacja Indochińska, w skład której wchodziły trzy państwa stowarzyszone z Unią Francuską, tj. Laos, Kambodża i Wietnam, państwo protegowane przez Wielką Brytanię – Federacja Malajów oraz kolonie brytyjskie, tj. Borneo Północne, Sarawak i Singapur, portugalska – Timor Portugalski oraz holenderska – Nowa Gwinea Holenderska.
W Indochinach kontynuowana była trwająca od końca 1946 roku wojna pomiędzy Francją a Demokratyczną Republiką Wietnamu (a właściwie organizacją Việt Minh wspieraną m.in. przez antykolonialne ruchy Pathet Lao czy Khmer Issarak). Większość walk toczyła się w Tonkinie, chociaż w różnych fazach konflikt obejmował cały Wietnam i rozprzestrzenił się także na Laos i Kambodżę. Niepowodzenia armii francuskiej doprowadziły do ostatecznego rozpadu Indochin Francuskich. W deklaracji końcowej konferencji genewskiej, zwołanej w 1954 roku w celu zakończenia konfliktu w Indochinach, potwierdzona została pełna niepodległość Laosu, Kambodży i Wietnamu uznana przez Francję, z tym że w przypadku Wietnamu ustanowiono tymczasową wojskową linię demarkacyjną między północną i południową częścią biegnącą w przybliżeniu wzdłuż 17 równoleżnika. Linia demarkacyjna miała zostać zlikwidowana po przeprowadzeniu wyborów i zjednoczeniu Wietnamu. Do wyborów jednak nie doszło, a podział na Wietnam Południowy i Północny został utrwalony na ponad dwadzieścia lat.
W sierpniu 1950 roku Stany Zjednoczone Indonezji zostały przekształcone w unitarne państwo pod nazwą Republika Indonezji na czele z prezydentem Sukarno. Rząd Indonezji musiał zmagać się z ruchami odśrodkowymi. W kwietniu 1950 roku niepodległość proklamowała Republika Południowych Moluków. Armia indonezyjska interweniowała, zajmując w listopadzie 1950 roku stolicę Południowych Moluków – Ambon. Rząd Republiki Południowych Moluków uciekł na wyspę Seram, skąd kontynuował wojnę partyzancką. W latach 50. indonezyjski rząd zmagał się również z ekstremistycznym ruchem Darul Islam, który w 1949 roku ogłosił powstanie Islamskiego Państwa Indonezji i przez wiele lat faktycznie kontrolował część Zachodniej Jawy, Południowego Celebesu, Południowego Kalimantanu oraz Acehu. Jego działalność doprowadziła do wybuchu w 1953 roku powstania w Acehu. Do końca lat 50. rządowi Indonezji udało się przejąć kontrolę nad większością terytoriów w strefie wpływów Darul Islam. Aceh zaś w 1959 roku uzyskał status specjalnej prowincji o szerokiej autonomii.
W lipcu 1957 roku brytyjski parlament przyjął Federation of Malaya Independence Act zezwalający na utworzenie niepodległego państwa malajskiego w ramach Wspólnoty Narodów. Federacja Malajów ogłosiła niepodległość 31 sierpnia 1957 roku. Brytyjskimi koloniami pozostały Borneo Północne, Sarawak i Singapur.
W regionie Azji Południowo-Wschodniej znajdowały się również Wyspy Paracelskie i wyspy Spratly. Wyspy Paracelskie stanowiły przedmiot sporu między Chińską Republiką Ludową, Republiką Chińską i Wietnamem Południowym, natomiast wobec wysp Spratly oprócz wcześniej wymienionych państw rościły sobie prawa również Filipiny.

### Australia i Oceania
W latach 50. w regionie Australii i Oceanii istniały dwa niepodległe państwa: Australia i Nowa Zelandia. Proces dekolonizacji pozostałych terytoriów praktycznie się nie rozpoczął. Swoje posiadłości w regionie Oceanii posiadały Australia, Francja, Nowa Zelandia, Stany Zjednoczone i Wielka Brytania.
Australia w tym regionie miała jedno terytorium zewnętrzne – Norfolk. Zarządzała także dwoma terytoriami powierniczymi ONZ: Terytorium Papui i Nowej Gwinei oraz wspólnie z Nową Zelandią i Wielką Brytanią – Nauru. Wielka Brytania przekazała Australii leżące na Oceanie Indyjskim Wyspy Kokosowe oraz Wyspę Bożego Narodzenia, odpowiednio w 1955 i 1958 roku.
Francja w Oceanii posiadała dwa terytoria zamorskie: Nową Kaledonią oraz Oceanię Francuską przemianowaną w 1957 roku na Polinezję Francuską. Francja wraz z Wielką Brytanią administrowała także kondominium pod nazwą Nowe Hebrydy.
Do Nowej Zelandii należały trzy terytoria zależne: Niue, Wyspy Cooka oraz Tokelau. Zarządzała także terytoriami powierniczymi ONZ: Samoa Zachodnim oraz Nauru.
Stany Zjednoczone sprawowały zwierzchnictwo nad kilkoma rodzajami terytoriów na Pacyfiku:
- terytoriami inkorporowanymi: do 21 sierpnia 1959 roku Hawajami, które wówczas stały się 50. stanem USA; tego dnia status terytorium inkorporowanego uzyskał natomiast atol Palmyra;
- zamieszkałymi terytoriami nieinkorporowanymi: Samoa Amerykańskim oraz Guamem;
- niezamieszkałymi terytoriami nieinkorporowanymi: Baker, Howland, Jarvis, Johnston, Kingman, Midway oraz Wake,
- kondominium: Canton i Enderbury (wspólnie z Wielką Brytanią),
- terytorium powierniczym ONZ: Powierniczymi Wyspami Pacyfiku.

Rościły sobie prawo również do wysp: Line, Ellice i Feniks, a także do Tokelau i Północnych Wysp Cooka (tj. do atoli Danger, Manihiki, Penrhyn oraz Rakahanga).
Wielka Brytania w regionie Oceanii miała kolonię pod nazwą Brytyjskie Terytoria Zachodniego Pacyfiku, z której w 1952 roku odłączyły się jako samodzielne kolonie Fidżi oraz Pitcairn, a także Tonga jako państwo protegowane. Współadministrowała z innymi państwami dwoma kondominiami: Canton i Enderbury oraz Nowymi Hebrydami.

### Ameryka Północna, Środkowa i Karaiby
W latach 50. w regionie Ameryki Północnej, Środkowej i Karaibów nie powstało żadne nowe niepodległe państwo. Dotychczasowe kolonie w większości zachowały swój status. Niepodległymi państwami były: Dominikana, Gwatemala, Haiti, Honduras, Kanada, Kostaryka, Kuba, Meksyk, Nikaragua, Panama, Salwador i Stany Zjednoczone. Swoje posiadłości w tym regionie posiadały: Francja, Holandia, Wielka Brytania i Stany Zjednoczone.
Pod administracją francuską znajdowały się dwa departamenty zamorskie: Gwadelupa i Martynika oraz terytorium zamorskie Saint-Pierre i Miquelon.
Posiadłość holenderska – Antyle Holenderskie – na mocy Statutu Królestwa Niderlandów z 1954 roku przestała być kolonią, a stała się równorzędnym podmiotem w ramach Królestwa Niderlandów (obok Holandii i Surinamu).
Na początku lat 50. do Wielkiej Brytanii należały następujące kolonie: Bahamy, Barbados, Bermudy, Brytyjskie Wyspy Nawietrzne, Brytyjskie Wyspy Zawietrzne, Honduras Brytyjski, Jamajka oraz Trynidad i Tobago. W 1958 roku powstała Federacja Indii Zachodnich, składająca się z: Barbadosu, Jamajki, Trynidadu i Tobago oraz Wysp Nawietrznych i Zawietrznych. Jej celem było utworzenie jednostki politycznej, która uniezależniłaby się od Wielkiej Brytanii jako niepodległe państwo.
Do 3 stycznia 1959 roku terytorium inkorporowanym Stanów Zjednoczonych była Alaska. Tego dnia stała się 49. stanem USA. Stany Zjednoczone sprawowały zwierzchnictwo nad: Strefą Kanału Panamskiego, tj. terytorium wydzierżawionym od Panamy w 1903 roku, Portorykiem oraz Wyspami Dziewiczymi Stanów Zjednoczonych. Wraz z wejściem w życie 25 lipca 1952 roku konstytucji Portoryka, uzyskało ono status wolnego stowarzyszonego państwa. Pod administracją USA znajdowały się również niezamieszkałe wyspy karaibskie, tj. Bajo Nuevo Bank, Corn Islands, Navassa, Quita Sueño Bank, Roncador Cay, Serrana Bank, Serranilla Bank oraz Swan Islands. Corn Islands Stany Zjednoczone wydzierżawiły od Nikaragui. Navassę za integralną część państwa uznawało Haiti. Do pozostałych terytoriów rościły sobie prawa w różnym zakresie Kolumbia, Nikaragua, Honduras i Jamajka.

### Ameryka Południowa
W latach 50. nie zaszły istotne zmiany na mapie politycznej Ameryki Południowej. Niepodległymi państwami były: Argentyna, Boliwia, Brazylia, Chile, Ekwador, Kolumbia, Paragwaj, Peru, Urugwaj i Wenezuela. Terytoria kolonialne, tj. Gujana Brytyjska, Gujana Francuska i Surinam (nazywany Gujaną Holenderską), zajmowały niewielką część tego obszaru.
Wraz z wejściem w życie Statutu Królestwa Niderlandów z 1954 roku kolonią przestał być Surinam, który uzyskał status równorzędnego podmiotu w ramach Królestwa Niderlandów, obok Holandii i Antyli Holenderskich.
Spornym terytorium były Falklandy. Stanowiły one de facto brytyjską kolonię, jednak prawa do nich rościła również Argentyna, która nazywała je Malwinami.

### Europa
W latach 50. w Europie na mapie politycznej zaszły niewielkie zmiany. Związane one były głównie z nierozwiązanymi kwestiami po II wojnie światowej. Na początku 1950 roku w Europie znajdowały się następujące niepodległe państwa: Albania, Andora, Belgia, Bułgaria, Czechosłowacja, Dania, Finlandia, Francja, Grecja, Hiszpania, Holandia, Irlandia, Islandia, Jugosławia, Liechtenstein, Luksemburg, Monako, Norwegia, Polska, Portugalia, Rumunia, San Marino, Szwajcaria, Szwecja, Turcja, Watykan, Węgry, Wielka Brytania, Włochy i Związek Socjalistycznych Republik Radzieckich. Austria i Niemcy (podzielone na dwa państwa: Republikę Federalną Niemiec i Niemiecką Republikę Demokratyczną) wciąż były pod wojskowym zarządem państw alianckich. Pod wojskową administracją znajdowało się również Wolne Terytorium Triestu podzielone na strefy A i B. Strefą A zarządzały Stany Zjednoczone i Wielka Brytania, natomiast strefą B – Jugosławia. Status protektoratu francuskiego miał Kraj Saary.
Tzw. minipaństwa, tj. Andora, Liechtenstein, Monako i San Marino, nie występowały w stosunkach międzynarodowych w pełnym wymiarze. Przekazały one część suwerennych kompetencji innym państwom (Andora – Francji i Hiszpanii, Liechtenstein – Szwajcarii, Monako – Francji, a San Marino – Włochom), pozostając pod pewną formą protektoratu. Nie były one również członkami ONZ.
W latach 50. w Europie istniało również kilka terytoriów zależnych o różnym statusie:
- Cypr, Gibraltar (prawa do niego rościła również Hiszpania) i Malta jako kolonie brytyjskie,
- Guernsey, Jersey i Wyspa Man stanowiące dependencje korony brytyjskiej,
- Svalbard będący integralną częścią Norwegii, jednak mający specjalny status międzynarodowy określony w Traktacie Spitsbergeńskim z 1920 roku,
- terytoria zależne Danii: autonomiczne Wyspy Owcze oraz Grenlandia, która do 1953 roku miała status kolonii, a następnie stała się integralną częścią Królestwa Danii.

W maju 1955 roku zakończył się reżim okupacyjny w Republice Federalnej Niemiec, a państwo to odzyskało pełną suwerenność. Formalnie obszarem administrowanym przez Francję, Wielką Brytanię i Stany Zjednoczone pozostała zachodnia część Berlina. 1 stycznia 1957 roku zakończył się francuski protektorat nad Krajem Saary, a ten został dołączony do RFN jako kraj związkowy. Na mocy traktatu z ZSRR o wzajemnych stosunkach podpisanego w 1955 roku suwerenność w ramach bloku wschodniego uzyskała również Niemiecka Republika Demokratyczna. W ten sposób utrwalił się podział na dwa wzajemnie nieuznające się państwa niemieckie i wydzielony Berlin Zachodni. Austria odzyskała suwerenność po wejściu w życie podpisanego 15 maja 1955 roku traktatu państwowego.
W dekadzie lat 50. rozwiązany został problem Wolnego Terytorium Triestu. Zgodnie z postanowieniami memorandum z 5 października 1954 roku Wielka Brytania i Stany Zjednoczone powierzyły administrowanie strefą A Włochom (z wyjątkiem skrawka obejmującego m.in. kilka wiosek w gminie Muggia, który został przekazany Jugosławii), strefa B pozostała pod zarządem Jugosławii. Formalne przekazanie administracji Włochom nastąpiło 26 października 1954 roku.

## Lista państw
| Nazwa i stolica państwa | Pełna nazwa państwa | Informacje na temat statusu i uznania międzynarodowego |
| --- | --- | --- |
| | | |
| A | | |
| | | |
| Afganistan Stolica: Kabul | Królestwo Afganistanu (paszto د افغانستان شاهي دولت, dari پادشاهی افغانستان) | Powszechnie uznane państwo członkowskie ONZ. |
| | | |
| Albania Stolica: Tirana | Albańska Republika Ludowa (alb. Republika Popullore e Shqipërisë) | Powszechnie uznane państwo. Członkostwo w ONZ od 14 grudnia 1955 roku. |
| | | |
| Andora · Stolica: Andora | Księstwo Andory (kat. Principat d’Andorra) | Powszechnie uznane państwo o ograniczonej suwerenności, niebędące w latach 50. członkiem ONZ. Współksiążętami Andory z urzędu byli: prezydent Francji oraz biskup Urgell. Francja i Hiszpania odpowiadały za obronę Andory. |
| | | |
| Arabia Saudyjska · Stolica: Rijad | Królestwo Arabii Saudyjskiej (arab. ‏المملكة العربيّة السّعوديّة‎) | Powszechnie uznane państwo członkowskie ONZ. |
| | | |
| Argentyna · Stolica: Buenos Aires | Republika Argentyńska (hiszp. República Argentina) | Powszechnie uznane państwo członkowskie ONZ. Argentyna jako federacja na koniec lat 50. podzielona była na 22 prowincje i 2 terytoria narodowe. Obszar roszczeń tego państwa stanowiły także: Falklandy (w tym Georgia Południowa i Sandwich Południowy) nazywane przez Argentynę Malwinami (hiszp. Islas Malvinas), będące brytyjską kolonią, a także część Antarktyki (tzw. Antarktyda Argentyńska). Roszczeń do części Antarktyki nie uznawała większość państw. |
| | | |
| Australia · Stolica: Canberra | Związek Australijski (ang. Commonwealth of Australia) | Powszechnie uznane państwo członkowskie ONZ. Commonwealth realm. Australia jako federacja podzielona była na 6 stanów (ang. states): Australia Południowa, Australia Zachodnia, Nowa Południowa Walia, Queensland, Tasmania i Wiktoria oraz 3 terytoria wewnętrzne (ang. internal territories): Australijskie Terytorium Stołeczne, Terytorium Jervis Bay i Terytorium Północne. Australia posiadała poniższe terytoria zależne (nazywane terytoriami zewnętrznymi, ang. external territories): - Australijskie Terytorium Antarktyczne (ang. Australian Antarctic Territory), - Wyspa Bożego Narodzenia (ang. Christmas Island, od 1 października 1958 roku), - Wyspy Kokosowe (inaczej Wyspy Keelinga, ang. Cocos (Keeling) Islands, od 23 listopada 1955 roku), - Wyspy Heard i McDonalda (ang. Heard Island and McDonald Islands), - Norfolk (ang. Norfolk Island). Roszczeń do części Antarktyki nie uznawała większość państw. Australia zarządzała także dwoma terytoriami powierniczymi ONZ: - Terytorium Papui i Nowej Gwinei, - Nauru (wspólnie z Nową Zelandią i Wielką Brytanią). |
| | | |
| Austria · Stolica: Wiedeń | Republika Austrii (niem. Republik Österreich) | Państwo pod okupacją aliancką do 1955 roku. Zakończenie okupacji nastąpiło na mocy austriackiego traktatu państwowego, podpisanego 15 maja 1955 roku. Traktat wszedł w życie 27 lipca 1955 roku. Członkostwo w ONZ od 14 grudnia 1955 roku. W skład Austrii jako federacji wchodziło 9 krajów związkowych (niem. Bundesländer): Burgenland, Dolna Austria, Górna Austria, Karyntia, Salzburg, Styria, Tyrol, Vorarlberg oraz Wiedeń. |
| | | |
| B | | |
| | | |
| Belgia · Stolica: Bruksela | Królestwo Belgii (niderl. Koninkrijk België, fr. Royaume de Belgique, niem. Königreich Belgien) | Powszechnie uznane państwo członkowskie ONZ. Belgia posiadała jedną kolonię – Kongo Belgijskie. Zarządzała także terytorium powierniczym ONZ – Ruanda-Urundi. |
| | | |
| → Bhutan Stolica: Punakʽa (do 1955), Thimphu (od 1955)                                                                                               | Królestwo Bhutanu (dzongkha འབྲུག་ཡུལ་, ang. Kingdom of Bhutan) | Powszechnie uznane państwo o ograniczonej suwerenności, niebędące w latach 50. członkiem ONZ. Na mocy art. II Traktatu o wiecznym pokoju i przyjaźni podpisanego 8 sierpnia 1949 roku Indie zobowiązały się nie ingerować w wewnętrzną administrację Bhutanu, Bhutan natomiast zgodził się kierować radą rządu Indii w odniesieniu do spraw zagranicznych. |
| | | |
| Birma · Stolica: Rangun | Związek Birmański (birm. ပြည်ထောင်စု မြန်မာနိုင်ငံတော်‌) | Powszechnie uznane państwo członkowskie ONZ. |
| | | |
| Boliwia · Stolica: Sucre (oficjalna), La Paz (administracyjna)                                                                                       | Republika Boliwii (hiszp. República de Bolivia) | Powszechnie uznane państwo członkowskie ONZ. |
| | | |
| Brazylia · Stolica: Rio de Janeiro | Stany Zjednoczone Brazylii (port. Estados Unidos do Brasil) | Powszechnie uznane państwo członkowskie ONZ. Brazylia jako federacja podzielona była na 20 stanów, 5 terytoriów i Dystrykt Federalny. |
| | | |
| Bułgaria Stolica: Sofia | Ludowa Republika Bułgarii (bułg. Народна република България) | Powszechnie uznane państwo. Członkostwo w ONZ od 14 grudnia 1955 roku. |
| | | |
| C | | |
| | | |
| → Cejlon · Stolica: Kolombo | Cejlon | Powszechnie uznane państwo. Członkostwo w ONZ od 14 grudnia 1955 roku. Commonwealth realm. |
| | | |
| Chile · Stolica: Santiago | Republika Chile (hiszp. República de Chile) | Powszechnie uznane państwo członkowskie ONZ. Chile rościła prawa do części Antarktyki pod nazwą Chilijskie Terytorium Antarktyczne (hiszp. Territorio Chileno Antártico) i traktowała ją jako część prowincji Antarktyka Chilijska (hiszp. Provincia de la Antártica Chilena) w regionie Magallanes y de la Antártica Chilena. Roszczeń do części Antarktyki nie uznawała większość państw. |
| | | |
| Chiny · Stolica: Pekin | Chińska Republika Ludowa (chiń. upr. 中华人民共和国, chiń. trad. 中華人民共和國) | Państwo częściowo uznane na arenie międzynarodowej, niebędące w latach 50. członkiem ONZ. W skład Chińskiej Republiki Ludowej wchodziły cztery regiony autonomiczne: Kuangsi (od 5 marca 1958), Mongolia Wewnętrzna, Ningxia (od 25 października 1958) oraz Sinciang (od 1 października 1955). |
| | | |
| Republika Chińska · Stolica: Tajpej | Republika Chińska (chiń. upr. 中华民国, chiń. trad. 中華民國) | Państwo częściowo uznane na arenie międzynarodowej będące członkiem ONZ. Republika Chińska uważała się za jedynego reprezentanta całych Chin. De facto władała wyłącznie wyspą Tajwan i jej przybrzeżnymi wyspami oraz archipelagami: Peskadorów, Kinmen, Mazu Liedao, Dongsha Qundao i Itu Aba. |
| | | |
| Czechosłowacja · Stolica: Praga | Republika Czechosłowacka (cz. i słow. Československá republika) | Powszechnie uznane państwo członkowskie ONZ. |
| | | |
| D | | |
| | | |
| Dania · Stolica: Kopenhaga | Królestwo Danii (duń. Kongeriget Danmark) | Powszechnie uznane państwo członkowskie ONZ. Do Królestwa Danii należały także: - Grenlandia (duń. Grønland), - Wyspy Owcze (far. Føroyar, duń. Færøerne). Grenlandia do 1953 roku miała status kolonii. W 1953 roku stała się integralną częścią Królestwa Danii jako województwo Grenlandii (duń. Grønlands Amt). Wyspy Owcze posiadały natomiast autonomię w ramach Królestwa Danii na mocy ustawy o autonomii Wysp Owczych z 1948 roku. |
| | | |
| Dominikana · Stolica: Santo Domingo | Republika Dominikańska (hiszp. República Dominicana) | Powszechnie uznane państwo członkowskie ONZ. |
| | | |
| E | | |
| | | |
| → Egipt · Stolica: Kair | Królestwo Egiptu (do 18 czerwca 1953) (arab. ‏المملكة المصرية‎) Republika Egiptu (od 18 czerwca 1953 do 22 lutego 1958) | Powszechnie uznane państwo członkowskie ONZ. Egipt wspólnie z Wielką Brytanią zarządzał kondominium pod nazwą Sudan Anglo-Egipski. Kondominium przestało istnieć 1 stycznia 1956 roku wraz z uzyskaniem przez Sudan niepodległości. Od 1949 roku pod wojskowym zarządem Egiptu znajdowała się Strefa Gazy. 22 lutego 1958 roku powstało wspólne państwo Egiptu i Syrii – Zjednoczona Republika Arabska. |
| | | |
| Ekwador · Stolica: Quito | Republika Ekwadoru (hiszp. República del Ecuador) | Powszechnie uznane państwo członkowskie ONZ. |
| | | |
| Etiopia Stolica: Addis Abeba | Cesarstwo Etiopii (amh. መንግሥተ፡ኢትዮጵያ) | Powszechnie uznane państwo członkowskie ONZ. 2 grudnia 1950 roku ONZ wydało rezolucję, zgodnie z którą Etiopia wraz z Erytreą będącą pod administracją brytyjską miały utworzyć federację. Rezolucja zakładała, że Erytrea otrzyma szeroką autonomię z własnymi organami władzy ustawodawczej, wykonawczej i sądowniczej. Cesarz Etiopii Hajle Syllasje I podpisał ustawę o Federacji Etiopsko-Erytrejskiej 11 września 1952 roku. Formalnie Erytrea do federacji z Etiopią dołączyła 15 września 1952 roku. |
| | | |
| F | | |
| | | |
| Federacja Arabska (od 14 lutego 1958 do 2 sierpnia 1958) · Stolica: Bagdad i Amman                                                                   | Federacja Arabska (arab. ‏الاتحاد العربي‎) | Federację Arabską utworzono 14 lutego 1958 roku. Stanowiła ona de facto konfederację Iraku i Jordanii. Zgodnie z art. 2 traktatu założycielskiego oba państwa zachowały swoją podmiotowość międzynarodową, suwerenność na swoich terytoriach i obowiązujący system rządów. Federacja Arabska została rozwiązana po obaleniu w Iraku monarchii haszymidzkiej w wyniku przewrotu wojskowego, który miał miejsce 14 lipca 1958 roku. Formalnie przestała istnieć 2 sierpnia 1958 roku. |
| | | |
| Wspólnota Filipin · Stolica: Quezon City | Republika Filipin (fil. Republika ng Pilipinas, hiszp. República de Filipinas, ang. Republic of the Philippines) | Powszechnie uznane państwo członkowskie ONZ. |
| | | |
| Finlandia · Stolica: Helsinki | Republika Finlandii (fiń. Suomen tasavalta, szw. Republiken Finland) | Powszechnie uznane państwo. Członkostwo w ONZ od 14 grudnia 1955 roku. W skład Finlandii wchodziły Wyspy Alandzkie (szw. Åland, fiń. Ahvenanmaa) mające szeroką autonomię. |
| | | |
| Francja · Stolica: Paryż | Republika Francuska (fr. République française) | Powszechnie uznane państwo członkowskie ONZ. Na mocy francuskiej konstytucji z 1946 roku powołana została Unia Francuska (fr. Union française). W jej skład oprócz Francji metropolitalnej wchodziły poniższe podmioty: - departamenty zamorskie (fr. départements d’outre-mer): Gujana Francuska (fr. Guyane), Gwadelupa (fr. Guadeloupe), Martynika (fr. Martinique), Reunion (fr. La Réunion), departamenty Algierii Francuskiej (fr. Algérie française), - terytoria zamorskie (fr. territoires d’outre-mer): Francuska Afryka Zachodnia (fr. Afrique-Occidentale française, rozwiązana w 1958), Francuska Afryka Równikowa (fr. Afrique-Équatoriale française, rozwiązana w 1958), Komory, Indie Francuskie (przejęte przez Indie w latach 1950–1954), Madagaskar, Nowa Kaledonia, Oceania Francuska (od 26 lipca 1957 – Polinezja Francuska), Saint-Pierre i Miquelon, Somali Francuskie, - terytoria powiernicze ONZ: Togo Francuskie, Kamerun Francuski, - państwa stowarzyszone (fr. États associés): Kambodża (wystąpiła z Unii 25 września 1955), Wietnam Południowy (wystąpił z Unii w grudniu 1955), Laos (wystąpił z Unii 11 maja 1957). Na mocy konstytucji z 1958 roku Unia Francuska została zastąpiona przez Wspólnotę Francuską (fr. Communauté française). Wspólnota Francuska składała się z Francji metropolitalnej, departamentów zamorskich, terytoriów zamorskich (w tym Francuskiego Terytorium Południowego i Antarktycznego) oraz państw członkowskich (fr. États membres). Roszczeń do części Antarktyki nie uznawała większość państw. Pod zwierzchnictwem Francji znajdowały się również protektoraty: Maroka, Tunezji oraz Saary. Maroko uzyskało niepodległość 2 marca 1956 roku, natomiast Tunezja – 20 marca 1956 roku. Protektorat Saary z dniem 1 stycznia 1957 roku stał się częścią Niemiec Zachodnich. Francja wraz z Wielką Brytanią zarządzały także kondominium pod nazwą Nowe Hebrydy. Do 24 grudnia 1951 roku Francja administrowała okupowanym terytorium Fazzanu, kiedy stało się ono częścią niepodległej Libii. |
| | | |
| G | | |
| | | |
| Ghana (od 6 marca 1957) · Stolica: Akra | Ghana | Powszechnie uznane państwo. Członkostwo w ONZ od 8 marca 1957 roku. Commonwealth realm. Ghana stała się niepodległym państwem 6 marca 1957 roku. Wcześniej stanowiła kolonię brytyjską pod nazwą Złote Wybrzeże (ang. Gold Coast). |
| | | |
| Grecja · Stolica: Ateny | Królestwo Grecji (gr. Βασίλειον τῆς Ἑλλάδος) | Powszechnie uznane państwo członkowskie ONZ. |
| | | |
| Gwatemala · Stolica: Gwatemala | Republika Gwatemali (hiszp. República de Guatemala) | Powszechnie uznane państwo członkowskie ONZ. |
| | | |
| Gwinea (od 2 października 1958) · Stolica: Konakry                                                                                                   | Republika Gwinei (fr. République de Guinée) | Powszechnie uznane państwo. Członkostwo w ONZ od 12 grudnia 1958 roku. Gwinea stała się niepodległym państwem 2 października 1958 roku. Przed uzyskaniem niepodległości wchodziła w skład francuskiego terytorium zamorskiego pod nazwą Francuska Afryka Zachodnia. |
| | | |
| H | | |
| | | |
| Haiti · Stolica: Port-au-Prince | Republika Haiti (fr. République d’Haïti) | Powszechnie uznane państwo członkowskie ONZ. Haiti za część swojego terytorium uznawało wyspę Navassa. De facto była ona terytorium nieinkorporowanym Stanów Zjednoczonych. |
| | | |
| Hiszpania Stolica: Madryt | Państwo Hiszpańskie (hiszp. Estado Español) | Powszechnie uznane państwo. Członkostwo w ONZ od 14 grudnia 1955 roku. Pod zwierzchnictwem Hiszpanii znajdowały się: - protektorat Maroka (hiszp. Protectorado español de Marruecos), - kolonie: Gwinea Hiszpańska (hiszp. Guinea Española) i Hiszpańska Afryka Zachodnia (hiszp. África Occidental Española), - terytoria w Afryce Północnej (tzw. plazas de soberanía): Ceuta i Melilla, Islas Alhucemas (w tym Peñón de Alhucemas, Isla de Tierra i Isla de Mar), Islas Chafarinas (w tym Isla del Congreso, Isla de Isabel II i Isla del Rey Francisco), Isla de Perejil oraz Peñón de Vélez de la Gomera. 7 kwietnia 1956 roku Hiszpania uznała niepodległość Maroka. 21 sierpnia 1956 roku wydany został dekret wprowadzający w miejsce kolonii prowincje. Tym samym powstały: - Prowincja Zatoki Gwinejskiej (hiszp. Provincia del Golfo de Guinea) obejmująca Gwineę Hiszpańską, - Prowincja Hiszpańskiej Afryki Zachodniej (hiszp. Provincia del Africa Occidental Española), w skład której weszły Ifni i Sahara Hiszpańska. Na mocy dekretu z 10 stycznia 1958 roku w miejsce Prowincji Hiszpańskiej Afryki Zachodniej utworzone zostały dwie oddzielne prowincje: Ifni i Sahara Hiszpańska, natomiast na podstawie ustawy z 30 lipca 1959 roku Prowincja Zatoki Gwinejskiej podzielona została na Prowincję Fernando Poo (obejmującą wyspę o tej samej nazwie, wysepki przyległe i wyspę Annobón) oraz Prowincję Río Muni (w skład której weszły kontynentalna Gwinea Hiszpańska oraz wyspy Corisco, Elobey Grande, Elobey Chico i przyległe wysepki). W wyniku wojny o Ifni w kwietniu 1958 roku Hiszpania przekazała Maroku terytorium Ras Dżubi. Hiszpania rościła sobie prawa do Gibraltaru będącego brytyjską kolonią. |
| | | |
| Holandia · Stolica: Amsterdam (konstytucyjna), Haga (administracyjna)                                                                                | Królestwo Niderlandów (niderl. Koninkrijk der Nederlanden) | Powszechnie uznane państwo członkowskie ONZ. Statut Królestwa Niderlandów, który wszedł w życie 29 grudnia 1954 roku, stanowił, że Królestwo Niderlandów składało się z trzech równorzędnych podmiotów: - Holandii, - Antyli Holenderskich (niderl. Nederlandse Antillen), - Surinamu (niderl. Suriname). Tym samym Antyle Holenderskie i Surinam przestały mieć status kolonialny. Kolonią holenderską pozostała Nowa Gwinea Holenderska (niderl. Nederlands-Nieuw-Guinea). |
| | | |
| Honduras · Stolica: Tegucigalpa | Republika Hondurasu (hiszp. República de Honduras) | Powszechnie uznane państwo członkowskie ONZ. Honduras miał roszczenia wobec Islas Santanilla (ang. Swan Islands). |
| | | |
| I | | |
| | | |
| Indie · Stolica: Nowe Delhi | Dominium Indii (do 26 stycznia 1950) (hindi भारत अधिराज्य, ang. Dominion of India) Republika Indii (od 26 stycznia 1950) (hindi भारत गणराज्य, ang. Republic of India) | Powszechnie uznane państwo członkowskie ONZ. Commonwealth realm (do 26 stycznia 1950). Na koniec lat 50. Indie jako federacja składały się z 14 stanów i 6 terytoriów związkowych. W latach 1950–1954 Indie przejęły administrację nad terytoriami Indii Francuskich: Chandernagore, Pondichéry, Janam, Mahé i Karajkkal. Na mocy traktatu zawartego między Indiami a Sikkimem 5 grudnia 1950 roku (wszedł w życie 14 grudnia 1950 roku) Sikkim jako protektorat znalazł się pod częściowym zwierzchnictwem Indii, które odpowiadały za jego sprawy zagraniczne, politykę obronną i infrastrukturalną. 17 listopada 1952 roku Dżammu i Kaszmir formalnie przestał być państwem książęcym i stał się konstytucyjnym stanem Indii. Na mocy art. 370 indyjskiej konstytucji zachował on autonomię wewnętrzną. Stan Dżammu i Kaszmir obejmował część większego regionu Kaszmiru, który był przedmiotem sporu między Indiami, Pakistanem i Chinami. |
| | | |
| Indonezja · Stolica: Dżakarta | Republika Stanów Zjednoczonych Indonezji (do 17 sierpnia 1950) (indonez. Republik Indonesia Serikat) Republika Indonezji (od 17 sierpnia 1950) (indonez. Republik Indonesia)                                                                                              | Powszechnie uznane państwo. Członkostwo w ONZ od 28 września 1950 roku. Do 17 sierpnia 1950 roku Indonezja tworzyła państwo federacyjne pod nazwą Republika Stanów Zjednoczonych Indonezji. Po wejściu w życie 17 sierpnia 1950 roku tymczasowej konstytucji Indonezja stała się państwem unitarnym pod nazwą Republika Indonezji. W latach 50. w ramach Republiki Indonezji powstały dwie specjalne prowincje: Aceh (od 26 maja 1959) i Yogyakarta (od 3 sierpnia 1950). |
| | | |
| → Irak · Stolica: Bagdad | Królestwo Iraku (do 14 lipca 1958) (arab. ‏المملكة العراقية‎) Republika Iracka (od 14 lipca 1958) (arab. ‏الجمهورية العراقية‎) | Powszechnie uznane państwo członkowskie ONZ. Od 14 lutego 1958 do 2 sierpnia 1958 Irak i Jordania tworzyły konfederację pod nazwą Federacja Arabska. Oba państwa jednak zachowały swoją podmiotowość międzynarodową. W wyniku przewrotu wojskowego dokonanego 14 lipca 1958 obalone zostały rządy monarchii haszymidzkiej, a w jej miejsce proklamowano powstanie Republiki Irackiej. |
| | | |
| Iran Stolica: Teheran | Cesarstwo Iranu (pers. کشور شاهنشاهی ایران) | Powszechnie uznane państwo członkowskie ONZ. |
| | | |
| Irlandia · Stolica: Dublin | Irlandia (irl. Éire, ang. Ireland) | Powszechnie uznane państwo. Członkostwo w ONZ od 14 grudnia 1955 roku. |
| | | |
| Islandia · Stolica: Reykjavík | Islandia (isl. Ísland) | Powszechnie uznane państwo członkowskie ONZ. |
| | | |
| Izrael · Stolica: Jerozolima | Państwo Izrael (hebr. ‏מְדִינַת יִשְרָאֵל‎) | Państwo uznane przez większość państw będące członkiem ONZ. |
| | | |
| J | | |
| | | |
| Japonia Stolica: Tokio | Japonia (jap. 日本) | Powszechnie uznane państwo. Członkostwo w ONZ od 18 grudnia 1956 roku. Do 28 kwietnia 1952 roku Japonia znajdowała się pod okupacją wojsk alianckich pod dowództwem Stanów Zjednoczonych. Okupacja zakończyła się w momencie wejścia w życie traktatu pokojowego między Japonią i 48 państwami (tzw. traktat z San Francisco). Zgodnie z postanowieniami traktatu pokojowego pod administracją amerykańską pozostały archipelagi Nansei na południe od 29° szerokości geograficznej północnej i Nanpō na południe od wyspy Sōfu Gan oraz wyspy Parece Vela i Marcus. 25 grudnia 1953 roku USA zwróciły Japonii wyspy Amami. |
| | | |
| Jemen Stolica: Ta’izz | Królestwo al-Mutawakkil Jemenu (arab. ‏المملكة المتوكلية اليمنية‎) | Powszechnie uznane państwo członkowskie ONZ. Członek Zjednoczonego Państwa Arabskiego od 8 marca 1958 roku. |
| | | |
| Jordania · Stolica: Amman | Haszymidzkie Królestwo Jordanii (arab. ‏المملكة الأردنية الهاشمية‎) | Powszechnie uznane państwo. Członkostwo w ONZ od 14 grudnia 1955 roku. Od 14 lutego 1958 do 2 sierpnia 1958 Irak i Jordania tworzyły konfederację pod nazwą Federacja Arabska. Oba państwa jednak zachowały swoją podmiotowość międzynarodową. Jordania okupowała Zachodni Brzeg, jednak większość państw nie uznała Zachodniego Brzegu jako integralnej części Jordanii. |
| | | |
| Jugosławia · Stolica: Belgrad | Federacyjna Ludowa Republika Jugosławii (mac. Социјалистичка федеративна република Југославија, serb.-chorw. Socijalistička federativna republika Jugoslavija, Социјалистичка федеративна република Југославија, słoweń. Socialistična federativna republika Jugoslavija) | Powszechnie uznane państwo członkowskie ONZ. Jugosławia jako federacja składała się z 6 republik: Bośni i Hercegowiny, Chorwacji, Czarnogóry, Macedonii, Serbii i Słowenii. |
| | | |
| K | | |
| | | |
| Kambodża (od 9 listopada 1953) Stolica: Phnom Penh                                                                                                   | Królestwo Kambodży (khm. ព្រះរាជាណាចក្រកម្ពុជា) | Do 1949 roku Kambodża była protektoratem francuskim. Na mocy Traktatu francusko-khmerskiego z dnia 8 listopada 1949 roku stała się państwem stowarzyszonym w ramach Unii Francuskiej. 9 listopada 1953 roku król Norodom Sihanouk ogłosił pełną niepodległość. Została ona potwierdzona w 1954 roku w deklaracji końcowej konferencji genewskiej. Członkostwo w ONZ od 14 grudnia 1955 roku. |
| | | |
| → Kanada · Stolica: Ottawa | Dominium Kanady (ang. Dominion of Canada, fr. Dominion du Canada) | Powszechnie uznane państwo członkowskie ONZ. Commonwealth realm. Kanada jako federacja składała się z 10 prowincji i 2 terytoriów. |
| | | |
| Kolumbia · Stolica: Bogota | Republika Kolumbii (hiszp. República de Colombia) | Powszechnie uznane państwo członkowskie ONZ. Kolumbia miała roszczenia wobec: Bajo Nuevo Bank, Quita Sueño Bank, Roncador Bank, Serrana Bank oraz Serranilla Bank. |
| | | |
| Korea Południowa · Stolica: Seul | Republika Korei (kor. 대한민국) | Państwo częściowo uznane na arenie międzynarodowej, niebędące w latach 50. członkiem ONZ. Korea Południowa uważała się za jedynego reprezentanta całej Korei. Na mocy rozejmu zawartego w Panmundżomie 27 lipca 1953 roku, de facto kończącego wojnę koreańską, utworzona została Koreańska Strefa Zdemilitaryzowana przebiegająca w przybliżeniu wzdłuż 38 równoleżnika. Stanowiła ona faktyczną granicę między oboma państwami koreańskimi. Korea Południowa nigdy nie podpisała tego rozejmu. |
| | | |
| Korea Północna · Stolica: Seul (de iure), Pjongjang (de facto)                                                                                       | Koreańska Republika Ludowo-Demokratyczna (kor. 조선민주주의인민공화국) | Państwo częściowo uznane na arenie międzynarodowej, niebędące w latach 50. członkiem ONZ. Korea Północna uważała się za jedynego reprezentanta całej Korei. Na mocy rozejmu zawartego w Panmundżomie 27 lipca 1953 roku, de facto kończącego wojnę koreańską, utworzona została Koreańska Strefa Zdemilitaryzowana przebiegająca w przybliżeniu wzdłuż 38 równoleżnika. Stanowiła ona faktyczną granicę między oboma państwami koreańskimi. |
| | | |
| Kostaryka · Stolica: San José | Republika Kostaryki (hiszp. República de Costa Rica) | Powszechnie uznane państwo członkowskie ONZ. |
| | | |
| → Kuba · Stolica: Hawana | Republika Kuby (hiszp. República de Cuba) | Powszechnie uznane państwo członkowskie ONZ. Część zatoki Guantánamo znajdowała się pod administracją Stanów Zjednoczonych. |
| | | |
| L | | |
| | | |
| Laos (od 22 października 1953) Stolica: Wientian | Królestwo Laosu (laot. ພະລາຊະອານາຈັກລາວ, fr. Royaume du Laos) | Laos był protektoratem francuskim. Zgodnie z postanowieniami modus vivendi z 27 sierpnia 1946 roku Laos jako Królestwo Laosu uzyskał wewnętrzną autonomię w ramach Unii Francuskiej. W konwencji z 19 lipca 1949 roku Francja uznała Królestwo Laosu za niepodległe państwo należące do Unii Francuskiej jako państwo stowarzyszone. Na mocy traktatu z 22 października 1953 roku Laos uzyskał pełną niepodległość, jednak pozostał w Unii Francuskiej. Niepodległość Laosu została potwierdzona w 1954 roku w deklaracji końcowej konferencji genewskiej. Członkostwo w ONZ od 14 grudnia 1955 roku. |
| | | |
| Liban · Stolica: Bejrut | Republika Libańska (arab. ‏الجمهوريّة اللبنانيّة‎) | Powszechnie uznane państwo członkowskie ONZ. |
| | | |
| Liberia · Stolica: Monrovia | Republika Liberii (ang. Republic of Liberia) | Powszechnie uznane państwo członkowskie ONZ. |
| | | |
| Libia (od 24 grudnia 1951) Stolica: Trypolis i Bengazi                                                                                               | Zjednoczone Królestwo Libii (arab. ‏المملكة الليبية المتحدة‎) | Przed powstaniem niepodległej Libii Cyrenajka i Trypolitania znajdowały się pod administracją brytyjską, natomiast Fazzan – pod administracją francuską (od 1949 roku pod nadzorem ONZ). 1 marca 1949 roku powstał Emirat Cyrenajki wspierany przez Wielką Brytanię. 5 grudnia 1949 roku ONZ wydało rezolucję, zgodnie z którą Libia miała stać się niepodległym państwem tak szybko, jak to możliwe, nie później niż do 1 stycznia 1952 roku. Ostatecznie Libia ogłosiła niepodległość 24 grudnia 1951 roku jako federacja składająca się z trzech prowincji: Cyrenajki, Trypolitanii i Fazzanu. Członkostwo w ONZ od 14 grudnia 1955 roku. |
| | | |
| Liechtenstein · Stolica: Vaduz | Księstwo Liechtensteinu (niem. Fürstentum Liechtenstein) | Powszechnie uznane państwo, niebędące w latach 50. członkiem ONZ. W 1919 roku na prośbę rządu Liechtensteinu Szwajcaria przejęła rolę strażnika interesów Liechtensteinu i jego obywateli za granicą. We wszystkich państwach, w których Liechtenstein nie ma przedstawicielstwa konsularnego, obywatele Liechtensteinu mogą kontaktować się z przedstawicielstwem Szwajcarii. |
| | | |
| Luksemburg · Stolica: Luksemburg | Wielkie Księstwo Luksemburga (luks. Groussherzogtum Lëtzebuerg, fr. Grand-Duché de Luxembourg, niem. Großherzogtum Luxemburg) | Powszechnie uznane państwo członkowskie ONZ. |
| | | |
| M | | |
| | | |
| Malaje (od 31 sierpnia 1957) · Stolica: Kuala Lumpur                                                                                                 | Federacja Malajów (malajski Persekutuan Tanah Melayu) | 1 lutego 1948 roku powstała Federacja Malajów jako protektorat brytyjski. 31 lipca 1957 roku wydany został Federation of Malaya Independence Act zezwalający na utworzenie niepodległego państwa malajskiego w ramach Wspólnoty Narodów. Federacja Malajów ogłosiła niepodległość 31 sierpnia 1957 roku. Członkostwo w ONZ od 17 września 1957 roku. Federacja Malajów składała się z 11 stanów. |
| | | |
| Maroko (od 2 marca 1956) · Stolica: Rabat | Imperium Szarifów (do 29 listopada 1957) (arab. ‏المملكة المغربية الشريفة‎ lub ‏الدولة المغربية الشريفة‎, fr. Empire chérifien) Królestwo Marokańskie (od 29 listopada 1957) (arab. ‏المملكة المغربية‎, fr. Royaume du Maroc)                                                   | Przed uzyskaniem niepodległości Maroko podzielone było na dwa protektoraty: francuski i hiszpański. 18 listopada 1955 roku sułtan Muhammad V ogłosił niepodległość Maroka. Została ona uznana przez Francję 2 marca 1956 roku, natomiast przez Hiszpanię 7 kwietnia 1956 roku. Hiszpania zachowała władzę nad posiadłościami w Afryce Północnej niebędącymi częścią protektoratu Maroka. 29 października 1956 roku zlikwidowana została Międzynarodowa Strefa Tangeru, stając się integralną częścią Maroka. W wyniku wojny o Ifni w kwietniu 1958 roku Hiszpania przekazała Maroku terytorium Ras Dżubi. Członkostwo w ONZ od 12 listopada 1956 roku. |
| | | |
| Maskat i Oman · Stolica: Maskat | Sułtanat Maskatu i Omanu (arab. ‏سلطنة مسقط وعمان‎) | Powszechnie uznane państwo pod nieformalnym protektoratem brytyjskim, niebędące w latach 50. członkiem ONZ. Częścią składową państwa był Imamat Omanu (arab. ‏إِمَامَة عُمَان‎) ze stolicą w mieście Nizwa. Imamat ostatecznie przestał istnieć w 1959 roku w wyniku wojny Jebel Akhdar zakończonej zwycięstwem Sułtanatu Maskatu. 8 września 1958 roku sułtan sprzedał port Gwadar Pakistanowi. Formalnie Gwadar częścią Pakistanu stał się 8 grudnia 1958 roku. |
| | | |
| Meksyk · Stolica: Meksyk | Meksykańskie Stany Zjednoczone (hiszp. Estados Unidos Mexicanos) | Powszechnie uznane państwo członkowskie ONZ. Meksyk jako federacja na koniec lat 50. składał się z 29 stanów, 2 terytoriów i Dystryktu Federalnego. |
| | | |
| Monako | Księstwo Monako (fr. Principauté de Monaco, moneg. Prinçipatu de Mùnegu) | Powszechnie uznane państwo o ograniczonej suwerenności, niebędące w latach 50. członkiem ONZ. Zgodnie z traktatem o protekcyjnej przyjaźni z 17 lipca 1918 roku Francja była zobowiązana do obrony niepodległości, niezależności i integralności terytorialnej Monako, tak jakby było częścią Francji. Działania w zakresie spraw zagranicznych księstwa miały być przedmiotem uprzedniego porozumienia między rządem Monako a rządem Francji. Następcą tronu mógł zostać jedynie obywatel Monako lub Francji zatwierdzony przez rząd francuski. |
| | | |
| Mongolia Stolica: Ułan Bator | Mongolska Republika Ludowa (mong. Бүгд Найрамдах Монгол Ард Улс) | Częściowo uznane państwo niebędące w latach 50. członkiem ONZ. |
| | | |
| N | | |
| | | |
| Nepal Stolica: Katmandu | Królestwo Nepalu (nep. नेपाल अधिराज्य) | Powszechnie uznane państwo. Członkostwo w ONZ od 14 grudnia 1955 roku. |
| | | |
| → Niemcy Wschodnie Stolica: Berlin | Niemiecka Republika Demokratyczna (niem. Deutsche Demokratische Republik) | Państwo częściowo uznane na arenie międzynarodowej, niebędące w latach 50. członkiem ONZ. Na początku lat 50. NRD de facto wciąż znajdowała się pod okupacją radziecką. Kontrolę nad działalnością władz NRD sprawowali Radziecka Komisja Kontroli w Niemczech (1949–1953), a następnie Wysoki Komisarz ZSRR w Niemczech (1953–1955). Częściową suwerenność NRD uzyskała na mocy deklaracji z 25 marca 1954 roku, natomiast pełną suwerenność w ramach bloku wschodniego – po podpisaniu 20 września 1955 roku traktatu z ZSRR o wzajemnych stosunkach (wszedł on w życie 6 października 1955 roku). |
| | | |
| Niemcy Zachodnie Stolica: Bonn | Republika Federalna Niemiec (niem. Bundesrepublik Deutschland) | Państwo uznane przez większość państw, niebędące w latach 50. członkiem ONZ. Do 5 maja 1955 roku Republika Federalna Niemiec znajdowała się pod reżimem okupacyjnym Stanów Zjednoczonych, Wielkiej Brytanii i Francji. Został on zniesiony po wejściu w życie traktatu zawartego przez RFN z Trzema Mocarstwami 23 października 1954 roku w Paryżu. Zachodnia część Berlina de iure pozostała obszarem administrowanym przez Trzy Mocarstwa i nie była częścią RFN. Na koniec lat 50. RFN jako federacja składała się z 10 krajów związkowych (niem. Länder). 1 stycznia 1957 roku na mocy ustawy z dnia 23 grudnia 1956 roku dotychczasowy francuski protektorat Saary został dołączony do RFN jako kraj związkowy. |
| | | |
| Nikaragua · Stolica: Managua | Republika Nikaragui (hiszp. República de Nicaragua) | Powszechnie uznane państwo członkowskie ONZ. Nikaragua miała roszczenia wobec Bajo Nuevo Bank oraz Serranilla Bank. |
| | | |
| Norwegia · Stolica: Oslo | Królestwo Norwegii (bokmål Kongeriket Norge, nynorsk Kongeriket Noreg) | Powszechnie uznane państwo członkowskie ONZ. Integralną część Królestwa Norwegii stanowiły Jan Mayen i Svalbard. Specjalny status Svalbardu został określony w Traktacie Spitsbergeńskim podpisanym 9 lutego 1920 roku (wszedł w życie 14 sierpnia 1925 roku). Pod zwierzchnictwem Norwegii znajdowały się także poniższe terytoria (norw. biland): - Wyspa Bouveta (norw. Bouvetøya), - Wyspa Piotra I (norw. Peter I Øy), - Ziemia Królowej Maud (norw. Dronning Maud Land). Roszczeń do Wyspy Piotra I i Ziemi Królowej Maud nie uznawała większość państw. |
| | | |
| Nowa Zelandia · Stolica: Wellington | Nowa Zelandia (ang. New Zealand) | Powszechnie uznane państwo członkowskie ONZ. Commonwealth realm. Nowa Zelandia miała następujące terytoria zależne: - Niue, - Wyspy Cooka (ang. Cook Islands), - Tokelau, - Dependencję Rossa (ang. Ross Dependency). Roszczeń do Dependencji Rossa nie uznawała większość państw. Rząd Tokelau rościł prawa do wyspy Swains położonej w archipelagu Tokelau, będącej częścią Samoa Amerykańskiego. Nowa Zelandia administrowała dwoma terytoriami powierniczymi ONZ: - Nauru (wspólnie z Australią i Wielką Brytanią), - Terytorium Samoa Zachodniego. |
| | | |
| P | | |
| | | |
| Pakistan · Stolica: Karaczi (do 1959), Rawalpindi (od 1959, tymczasowa)                                                                              | Dominium Pakistanu (do 23 marca 1956) (urdu ‏ڈومنین پاکستان‎, beng. পাকিস্তান অধিরাজ্য, ang. Dominion of Pakistan) Islamska Republika Pakistanu (od 23 marca 1956) (urdu ‏اسلامی جمہوریۂ پاکستان‎, beng. ইসলামি প্রজাতন্ত্রী পাকিস্তান, ang. Islamic Republic of Pakistan)                      | Powszechnie uznane państwo członkowskie ONZ. Commonwealth realm (do 23 marca 1956). Pakistan jako federacja na koniec lat 50. składał się z dwóch prowincji: Pakistanu Wschodniego i Pakistanu Zachodniego oraz niezależnych państw książęcych Hunzy i Nagaru. 8 września 1958 roku Pakistan kupił od Sułtanatu Maskatu i Omanu port Gwadar (formalnie stał się on częścią Pakistanu 8 grudnia 1958 roku). Pakistan administrował częścią spornego terytorium Kaszmiru, tj. regionami Azad Kaszmir, Gilgit i Baltistan. |
| | | |
| Panama · Stolica: Panama | Republika Panamy (hiszp. República de Panamá) | Powszechnie uznane państwo członkowskie ONZ. |
| | | |
| → Paragwaj · Stolica: Asunción | Republika Paragwaju (hiszp. República del Paraguay, guar. Paraguái Tavakuairetã) | Powszechnie uznane państwo członkowskie ONZ. |
| | | |
| → Peru · Stolica: Lima | Republika Peru (hiszp. República del Perú) | Powszechnie uznane państwo członkowskie ONZ. |
| | | |
| Polska Stolica: Warszawa | Rzeczpospolita Polska (do 22 lipca 1952) Polska Rzeczpospolita Ludowa (od 22 lipca 1952) | Powszechnie uznane państwo członkowskie ONZ. |
| | | |
| Południowa Afryka Stolica: Pretoria (siedziba rządu), Kapsztad (siedziba parlamentu), Bloemfontein (siedziba Wydziału Apelacyjnego Sądu Najwyższego) | Związek Południowej Afryki (ang. Union of South Africa, niderl. Unie van Zuid-Afrika) | Powszechnie uznane państwo członkowskie ONZ. Commonwealth realm. Związek Południowej Afryki sprawował zwierzchnictwo nad Afryką Południowo-Zachodnią. |
| | | |
| Portugalia · Stolica: Lizbona | Republika Portugalska (port. República Portuguesa) | Powszechnie uznane państwo. Członkostwo w ONZ od 14 grudnia 1955 roku. Do Portugalii należały poniższe prowincje zamorskie (port. provinces ultramarines; do 11 czerwca 1951 roku nazywane koloniami): - Angola (do 11 czerwca 1951 roku pod nazwą Portugalska Afryka Zachodnia), - Gwinea Portugalska (port. Guiné Portuguesa), - Indie Portugalskie (port. India Portuguesa) obejmujące jednostki administracyjne Goa, Daman (wraz z Dadrą i Nagarhaweli) i Diu, - Makau (port. Macau), - Mozambik (port. Moçambique; do 11 czerwca 1951 roku pod nazwą Portugalska Afryka Wschodnia), - Timor Portugalski (port. Timor Português), - Wyspy Świętego Tomasza i Książęca (port. São Tomé e Príncipe), - Wyspy Zielonego Przylądka (port. Cabo Verde). Portugalia miała również zwierzchnictwo nad fortem São João Batista de Ajudá. |
| | | |
| R | | |
| | | |
| → Rumunia · Stolica: Bukareszt | Rumuńska Republika Ludowa (rum. Republica Populară Româna) | Powszechnie uznane państwo. Członkostwo w ONZ od 14 grudnia 1955 roku. |
| | | |
| S | | |
| | | |
| Salwador · Stolica: San Salvador | Republika Salwadoru (hiszp. República de El Salvador) | Powszechnie uznane państwo członkowskie ONZ. |
| | | |
| San Marino · Stolica: San Marino | Republika San Marino (wł. Repubblica di San Marino) | Powszechnie uznane państwo, niebędące w latach 50. członkiem ONZ. |
| | | |
| → Stany Zjednoczone · Stolica: Waszyngton | Stany Zjednoczone Ameryki (ang. United States of America) | Powszechnie uznane państwo członkowskie ONZ. Na koniec lat 50. Stany Zjednoczone składały się z 50 stanów, dystryktu federalnego i jednego terytorium inkorporowanego. Miały one zwierzchnictwo nad poniższymi terytoriami nieinkorporowanymi: - Samoa Amerykańskim (w tym wyspą Swains), - Guamem, - Strefą Kanału Panamskiego, - Portorykiem, - Wyspami Dziewiczymi Stanów Zjednoczonych. Sprawowały one zwierzchnictwo także nad 15 niezamieszkałymi terytoriami nieinkorporowanymi. Stany Zjednoczone wspólnie z Wielką Brytanią administrowały kondominium Canton i Enderbury. Stany Zjednoczone zarządzały także terytorium powierniczym ONZ pod nazwą Powiernicze Terytorium Wysp Pacyfiku (ang. Trust Territory of the Pacific Islands). Zgodnie z postanowieniami traktatu pokojowego z Japonią podpisanego 8 września 1951 roku (wszedł w życie 28 kwietnia 1952 roku) pod administracją amerykańską pozostały archipelagi Nansei na południe od 29° szerokości geograficznej północnej i Nanpō na południe od wyspy Sōfu Gan oraz wyspy Parece Vela i Marcus. 25 grudnia 1953 roku USA zwróciły Japonii wyspy Amami. |
| | | |
| Sudan (od 1 stycznia 1956) Stolica: Chartum | Republika Sudanu (ang. Republic of the Sudan, arab. ‏جمهورية السودان‎) | Powszechnie uznane państwo. Członkostwo w ONZ od 12 listopada 1956 roku. Sudan uzyskał niepodległość 1 stycznia 1956 roku. Wcześniej był brytyjsko-egipskim kondominium pod nazwą Sudan Anglo-Egipski. |
| | | |
| Syria (do 22 lutego 1958) Stolica: Damaszek | Republika Syryjska (arab. ‏الجمهورية السورية‎) | Powszechnie uznane państwo członkowskie ONZ. 22 lutego 1958 roku powstało wspólne państwo Egiptu i Syrii – Zjednoczona Republika Arabska. |
| | | |
| Szwajcaria · Stolica: Berno (de facto) | Konfederacja Szwajcarska (niem. Schweizerische Eidgenossenschaft, fr. Confédération suisse, wł. Confederazione Svizzera) | Powszechnie uznane państwo, niebędące w latach 50. członkiem ONZ. W skład Szwajcarii jako federacji wchodziło 25 kantonów. |
| | | |
| Szwecja · Stolica: Sztokholm | Królestwo Szwecji (szw. Konungariket Sverige) | Powszechnie uznane państwo członkowskie ONZ. |
| | | |
| T | | |
| | | |
| Tajlandia · Stolica: Bangkok | Królestwo Tajlandii (taj. ราชอาณาจักรไทย) | Powszechnie uznane państwo członkowskie ONZ. |
| | | |
| Tunezja (od 20 marca 1956) Stolica: Tunis | Królestwo Tunezji (od 20 marca 1956 do 25 lipca 1957) (arab. ‏مملكة تونس‎ lub ‏المملكة التونسية‎) Republika Tunezyjska (od 25 lipca 1957) (arab. ‏‏الجمهورية التونسية‎) | Powszechnie uznane państwo. Członkostwo w ONZ od 12 listopada 1956 roku. Przed uzyskaniem niepodległości Tunezja była protektoratem francuskim. W latach 50., w obliczu wzrostu ruchów nacjonalistycznych, rząd francuski zadeklarował gotowość przyznania Tunezji wewnętrznej autonomii. Tunezja uzyskała autonomię na mocy konwencji ogólnych z 3 czerwca 1955 roku (weszły w życie 31 sierpnia 1955 roku), natomiast niepodległość 20 marca 1956 roku zgodnie z zawartym tego dnia porozumieniem z Francją. Królem Tunezji został dotychczasowy bej Muhammad VIII. 25 lipca 1957 roku monarchia została zniesiona, a Tunezję proklamowano republiką. 1 czerwca 1959 roku ogłoszona została Konstytucja Republiki Tunezyjskiej. |
| | | |
| Turcja · Stolica: Ankara | Republika Turcji (tur. Türkiye Cumhuriyeti) | Powszechnie uznane państwo członkowskie ONZ. |
| | | |
| U | | |
| | | |
| Urugwaj · Stolica: Montevideo | Wschodnia Republika Urugwaju (hiszp. República Oriental del Uruguay) | Powszechnie uznane państwo członkowskie ONZ. |
| | | |
| W | | |
| | | |
| Watykan | Państwo Watykańskie (wł. Stato della Città del Vaticano, łac. Status Civitatis Vaticanæ) | Powszechnie uznane państwo. Głową państwa był ex officio papież, który wykonywał swoje zwierzchnictwo za pośrednictwem Stolicy Apostolskiej. Stolica Apostolska prowadziła w imieniu Państwa Watykańskiego politykę zagraniczną, w tym dyplomację. Watykan nie miał własnych celów państwowych. Zgodnie z traktatem laterańskim jego zadaniem było zapewnienie całkowitej i widocznej niezależności Stolicy Apostolskiej oraz zagwarantowanie jej niekwestionowanej suwerenności w sprawach międzynarodowych. |
| | | |
| → Wenezuela · Stolica: Caracas | Stany Zjednoczone Wenezueli (do 15 kwietnia 1953) (hiszp. Estados Unidos de Venezuela) Republika Wenezueli (od 15 kwietnia 1953) (hiszp. República de Venezuela) | Powszechnie uznane państwo członkowskie ONZ. Wenezuela jako federacja składała się z 20 stanów, Dystryktu Federalnego, 2 terytoriów federalnych oraz dependencji federalnych. |
| | | |
| → Węgry · Stolica: Budapeszt | Węgierska Republika Ludowa (węg. Magyar Népköztársaság) | Powszechnie uznane państwo. Członkostwo w ONZ od 14 grudnia 1955 roku. |
| | | |
| Wielka Brytania · Stolica: Londyn | Zjednoczone Królestwo Wielkiej Brytanii i Irlandii Północnej (ang. United Kingdom of Great Britain and Northern Ireland) | Powszechnie uznane państwo członkowskie ONZ. W skład Zjednoczonego Królestwa wchodziły 4 kraje: Anglia, Irlandia Północna, Szkocja i Walia. Zjednoczone Królestwo sprawowało zwierzchnictwo także nad innymi terytoriami o różnym charakterze prawnym i stopniu zależności. Wśród nich były: - państwa protegowane: - Bahrajn, - Brunei, - Katar, - Kuwejt, - → Malaje (do 30 sierpnia 1957), - → Malediwy, - Oman Traktatowy, - Tonga (od 3 lipca 1952); - kondominia (pod wspólną administracją z innymi państwami): - Sudan Anglo-Egipski (do 31 grudnia 1955, wspólnie z Egiptem), - Canton i Enderbury (wspólnie ze Stanami Zjednoczonymi), - → Nowe Hebrydy (wspólnie z Francją); - kolonie i protektoraty korony brytyjskiej: - Aden (wraz z wyspą Kamaran), - → Bahamy (ang. Bahama Islands), - Barbados (do 3 stycznia 1958; wszedł w skład Federacji Indii Zachodnich), - Basuto (ang. Basutoland), - Beczuana (ang. Bechuanaland), - Bermudy (ang. Bermuda), - Borneo Północne (ang. North Borneo), - Brytyjskie Terytoria Zachodniego Pacyfiku (ang. British Western Pacific Territories), - Brytyjskie Wyspy Nawietrzne (ang. British Windward Islands; do 3 stycznia 1958; weszły w skład Federacji Indii Zachodnich), - Brytyjskie Wyspy Zawietrzne (ang. British Leeward Islands; do 3 stycznia 1958; weszły w skład Federacji Indii Zachodnich), - Cypr (ang. Cyprus), - Falklandy (ang. Falkland Islands), - Federacja Indii Zachodnich (od 3 stycznia 1958), - Federacja Rodezji i Niasy (ang. Federation of Rhodesia and Nyasaland; od 1 sierpnia 1953), - Fidżi (ang. Fiji; od 3 lipca 1952; wraz z wyspą Rotuma), - Gambia, - Gibraltar, - Gujana Brytyjska (ang. British Guiana), - Honduras Brytyjski (ang. British Honduras), - → Hongkong, - → Jamajka (ang. Jamaica; do 3 stycznia 1958; weszła w skład Federacji Indii Zachodnich), - Kenia (ang. Kenya), - Malta, - Mauritius, - Niasa (ang. Nyasaland; do 1 sierpnia 1953; weszła w skład Federacji Rodezji i Niasy), - Nigeria, - Pitcairn (od 3 lipca 1952), - Rodezja Południowa (ang. Southern Rhodesia; do 1 sierpnia 1953; weszła w skład Federacji Rodezji i Niasy), - Rodezja Północna (ang. Northern Rhodesia; do 1 sierpnia 1953; weszła w skład Federacji Rodezji i Niasy), - Sarawak, - Seszele (ang. Seychelles), - Sierra Leone, - → Singapur (ang. Singapore), - → Somali Brytyjskie (ang. British Somaliland), - Suazi (ang. Swaziland), - → Trynidad i Tobago (ang. Trinidad and Tobago; do 3 stycznia 1958; weszły w skład Federacji Indii Zachodnich), - Uganda, - Wyspa Bożego Narodzenia (ang. Christmas Island; od 1 stycznia do 1 października 1958), - Wyspa Świątej Heleny (ang. Saint Helena; wraz z Wyspą Wniebowstąpienia i Tristan da Cunha), - Zanzibar, - Złote Wybrzeże (ang. Gold Coast; do 5 marca 1957); - dependencje korony brytyjskiej: - Guernsey (wraz z wyspami Alderney i Sark), - Jersey, - Wyspa Man; - terytoria powiernicze ONZ: - Togo Brytyjskie (ang. British Togoland; do 5 marca 1957; stało się częścią Ghany), - Kamerun Brytyjski (ang. British Cameroons), - Nauru (wspólnie z Australią i Nową Zelandią), - Tanganika (ang. Tanganyika); - terytoria okupowane: - Cyrenajka (do 23 grudnia 1951, pod nadzorem ONZ; weszła w skład niepodległej Libii), - Erytrea (do 15 września 1952, od 19 lutego 1951 pod nadzorem ONZ; weszła w skład Federacji Etiopsko-Erytrejskiej), - Somali Włoskie (do 1 kwietnia 1950; przekazane Włochom jako terytorium powiernicze), - Trypolitania (do 23 grudnia 1951, pod nadzorem ONZ; weszła w skład niepodległej Libii). |
| | | |
| Wietnam Południowy · Stolica: Sajgon | Państwo Wietnam (od 21 lipca 1954 do 26 października 1955) (wiet. Quốc gia Việt Nam, fr. État du Viêt-Nam) Republika Wietnamu (od 26 października 1955) (wiet. Việt Nam Cộng hòa)                                                                                         | Państwo częściowo uznane na arenie międzynarodowej, niebędące członkiem ONZ. Na mocy porozumienia z 5 czerwca 1948 roku Wietnam Południowy stał się państwem stowarzyszonym w ramach Unii Francuskiej, jednak bez regionu Kochinchina. 20 maja 1949 roku francuskie Zgromadzenie Narodowe zezwoliło na zjednoczenie Kochinchiny z resztą Wietnamu. Decyzja weszła w życie 4 czerwca, a Państwo Wietnam zostało oficjalnie ogłoszone 2 lipca. Do 1954 roku Państwo Wietnam posiadało częściową niezależność od Francji jako państwo stowarzyszone w ramach Unii Francuskiej. 4 czerwca 1954 roku podpisany został traktat między Francją a Wietnamem Południowym, w którym Francja uznała pełną niezależność tego państwa. Niepodległość Wietnamu została potwierdzona w 1954 roku w deklaracji końcowej konferencji genewskiej. Porozumienia genewskie ustanowiły tymczasową wojskową linię demarkacyjną między północną i południową częścią państwa biegnącą w przybliżeniu wzdłuż 17 równoleżnika. |
| | | |
| → Wietnam Północny · Stolica: Hanoi | Demokratyczna Republika Wietnamu (wiet. Việt Nam Dân chủ Cộng hòa) | Państwo częściowo uznane na arenie międzynarodowej, niebędące członkiem ONZ. Wietnam Północny ogłosił niepodległość 2 września 1945 roku. Początkowo faktu tego nie uznała Francja. Na mocy porozumienia z 6 marca 1946 roku Francja uznała Demokratyczną Republikę Wietnamu za wolne państwo z własnym rządem, parlamentem i armią, należące do Unii Francuskiej. W trakcie trwania I wojny indochińskiej (1946–1954) Việt Minh utracił główne miasta, natomiast wciąż sprawował kontrolę nad rozproszonymi obszarami wiejskimi. Wojna ostatecznie zakończyła się zwycięstwem Việt Minhu. Niepodległość Wietnamu została potwierdzona w 1954 roku w deklaracji końcowej konferencji genewskiej i uznana przez Francję. Porozumienia genewskie ustanowiły tymczasową wojskową linię demarkacyjną między północną i południową częścią państwa biegnącą w przybliżeniu wzdłuż 17 równoleżnika. |
| | | |
| Włochy Stolica: Rzym | Republika Włoska (wł. Repubblica Italiana) | Powszechnie uznane państwo. Członkostwo w ONZ od 14 grudnia 1955 roku. W skład Włoch wchodziło 5 autonomicznych regionów: Dolina Aosty, Friuli-Wenecja Julijska, Sardynia, Sycylia i Trentino-Alto Adige/Tiroler Etschland. Od 1 kwietnia 1950 roku Włochy administrowały Somalię jako terytorium powiernicze ONZ. |
| | | |
| Z | | |
| | | |
| Zjednoczona Republika Arabska (od 22 lutego 1958) · Stolica: Kair                                                                                    | Zjednoczona Republika Arabska (arab. ‏الجمهورية العربية المتحدة‎) | Powszechnie uznane państwo członkowskie ONZ. 1 lutego 1958 roku prezydent Syrii Szukri al-Kuwatli oraz prezydent Egiptu Gamal Abdel Naser zadeklarowali wolę zjednoczenia Egiptu i Syrii w jedno państwo pod nazwą Zjednoczona Republika Arabska. 21 lutego 1958 roku w Egipcie i Syrii przeprowadzony został plebiscyt, w którym obywatele obu państw wyrazili zgodę na zjednoczenie. Następnego dnia Gamal Abdel Naser został ogłoszony pierwszym prezydentem nowego państwa. 7 marca 1958 roku wydana została tymczasowa konstytucja. Członek Zjednoczonego Państwa Arabskiego od 8 marca 1958 roku. |
| | | |
| Zjednoczone Państwa Arabskie (od 8 marca 1958) | Zjednoczone Państwa Arabskie (arab. ‏الدول العربية المتحدة‎) | Zjednoczone Państwa Arabskie stanowiły konfederację Zjednoczonej Republiki Arabskiej i Królestwa Jemenu. Utworzone zostały na mocy umowy podpisanej 8 marca 1958 roku. Zgodnie z art. 2 tej umowy oba państwa zachowały swoją podmiotowość międzynarodową i obowiązujący system rządów. Miały natomiast prowadzić wspólną politykę zagraniczną i posiadać wspólną armię. |
| | | |
| → Związek Radziecki Stolica: Moskwa | Związek Socjalistycznych Republik Radzieckich (ros. Союз Советских Социалистических Республик) | Powszechnie uznane państwo członkowskie ONZ. Na koniec lat 50. ZSRR składał się z 15 republik, z czego dwie z nich, tj. Białoruś i Ukraina, były samodzielnymi członkami ONZ. |
| | | |

## Lista państw nieuznanych na arenie międzynarodowej
| Nazwa i stolica państwa                                    | Pełna nazwa państwa                                               | Informacje na temat statusu i uznania międzynarodowego |
| ---------------------------------------------------------- | ----------------------------------------------------------------- | --- |
|                                                            |                                                                   | |
| Cyrenajka (do 24 grudnia 1951) Stolica: Bengazi            | Emirat Cyrenajki (arab. ‏إمارة برقة‎)                               | Od końca 1942 roku Cyrenajka znajdowała się pod administracją brytyjską. 1 marca 1949 roku proklamowany został Emirat Cyrenajki, a As-Sajjid Muhammad Idris al-Mahdi as-Sanusi ogłosił się emirem. 1 października 1949 roku wydana została konstytucja. Emirat Cyrenajki uznała Wielka Brytania. Po ogłoszeniu 24 grudnia 1951 roku niepodległości przez Libię Emirat Cyrenajki stał się częścią nowego państwa. |
|                                                            |                                                                   | |
| Dadra i Nagarhaweli (od 2 sierpnia 1954) Stolica: Silvassa | Dadra i Nagarhaweli (hindi दादरा और नगर हवेली)                        | Do 1954 roku Dadra i Nagarhaweli wchodziły w skład jednostki administracyjnej Daman w ramach Indii Portugalskich. W lipcu i sierpniu 1954 roku proindyjscy partyzanci zajęli kolejno Dadrę, Naroli oraz Silvassę i 2 sierpnia proklamowali niepodległość Dadry i Nagarhaweli. Ostatnie siły portugalskie wycofały się 11 sierpnia. |
|                                                            |                                                                   | |
| Moluki Południowe (od 25 kwietnia 1950) Stolica: Ambon     | Republika Południowych Moluków (indonez. Republik Maluku Selatan) | Republika Południowych Moluków została proklamowana 25 kwietnia 1950 roku. Rząd Indonezji uznał to wydarzenie za rebelię. 28 września rozpoczęła się indonezyjska inwazja na Ambon. Indonezyjska armia przejęła kontrolę nad stolicą Południowych Moluków 5 listopada, a rząd Republiki Południowych Moluków uciekł na wyspę Seram, skąd kontynuował wojnę partyzancką. |
|                                                            |                                                                   | |
| Suwadiwy (od 13 marca 1959) Stolica: Hithadhoo             | Zjednoczona Republika Suwadiwów (dhivehi އެކުވެރި ސުވާދީބު ޖުމްހޫރިއްޔާ)        | 3 stycznia 1959 roku delegacja mieszkańców atolu Addu przybyła do miejscowości Gan i ogłosiła Brytyjczykom swoją niepodległość. 13 marca 1959 roku do atolu Addu dołączyły atole Fua Mulaku i Huvadu, tworząc Zjednoczoną Republikę Suwadiwów. W pierwszym okresie secesja wspierana była przez Wielką Brytanię. Niepodległości Zjednoczonej Republiki Suwadiwów nie uznał sułtan Malediwów. |
|                                                            |                                                                   | |
| Tybet (do 23 maja 1951) Stolica: Lhasa                     | Tybet (tyb. བོད)                                                   | Do 1951 roku de facto niepodległe państwo, nieuznawane na arenie międzynarodowej. W październiku 1950 roku Chińska Armia Ludowo-Wyzwoleńcza wkroczyła na terytorium Tybetu. Wobec przeważającej przewagi strony chińskiej i braku reakcji na arenie międzynarodowej strona tybetańska zgodziła się na rozpoczęcie negocjacji pokojowych. Ich rezultatem było zawarcie 23 maja 1951 roku siedemnastopunktowego porozumienia, zgodnie z którym Tybet stał się częścią Chińskiej Republiki Ludowej przy zachowaniu autonomii wewnętrznej. XIV Dalajlama ratyfikował to porozumienie 24 października 1951 roku. 10 marca 1959 roku wybuchło powstanie tybetańskie. Zostało ono stłumione przez chińskie wojsko, a XIV Dalajlama udał się na emigrację do Indii. 18 kwietnia 1959 roku XIV Dalajlama uznał siedemnastopunktowe porozumienie za nieważne, powołując się na fakt, że zostało zawarte pod przymusem. |
|                                                            |                                                                   | |

## Lista podmiotów lub terytoriów o specyficznym statusie
| Nazwa i stolica podmiotu lub terytorium                     | Pełna nazwa podmiotu lub terytorium | Informacje na temat statusu i uznania międzynarodowego |
| ----------------------------------------------------------- | --- | --- |
|                                                             | | |
| Berlin Zachodni                                             | Berlin Zachodni (niem. West-Berlin, Westberlin lub Berlin (West)) | |
|                                                             | | |
| Saara (do 1 stycznia 1957) Stolica: Saarbrücken             | Kraj Saary (niem. Saarland, fr. Land de la Sarre) | |
|                                                             | | |
| Sikkim Stolica: Gangtok                                     | Królestwo Sikkim (dandzongka འབྲས་ལྗོངས།) | Na mocy traktatu zawartego między Indiami a Sikkimem 5 grudnia 1950 roku (wszedł w życie 14 grudnia 1950 roku) Sikkim jako protektorat znalazł się pod częściowym zwierzchnictwem Indii, które odpowiadały za jego sprawy zagraniczne, politykę obronną i infrastrukturalną. |
|                                                             | | |
| Stolica Apostolska lub Stolica Święta                       | Stolica Apostolska (łac. Sancta Sedes, wł. Santa Sede) | Zgodnie z kodeksem prawa kanonicznego z 1917 roku Stolica Apostolska lub Stolica Święta obejmowała nie tylko Biskupa Rzymu, lecz także – o ile nie wynikało co innego z natury rzeczy lub z kontekstu – kongregacje, trybunały i inne urzędy, poprzez które Biskup Rzymu prowadził sprawy Kościoła. Posiadała podmiotowość prawnomiędzynarodową potwierdzoną w traktatach laterańskich z 1929 roku. Pełniła suwerenną władzę i jurysdykcję nad Państwem Watykańskim. |
|                                                             | | |
| Strefa neutralna między Arabią Saudyjską a Irakiem          | | Obszar o powierzchni 7044 km² na granicy Arabii Saudyjskiej i Iraku, w obrębie którego granica między obydwoma państwami nie została uregulowana. Strefa neutralna w kształcie rombu powstała 2 grudnia 1922 roku na mocy protokołu z Uqair, który wytyczył granicę między Irakiem (wówczas terytorium mandatowym Ligi Narodów pod brytyjską administracją) a Sułtanatem Nadżdu. W strefie neutralnej Irak i Sułtanat Nadżdu (od 1932 roku Arabia Saudyjska) miały równe prawa. |
|                                                             | | |
| Strefa neutralna między Arabią Saudyjską a Kuwejtem         | | Obszar o powierzchni 5770 km² na granicy Arabii Saudyjskiej i Kuwejtu, w obrębie którego granica między obydwoma państwami nie została uregulowana. Strefa neutralna powstała 2 grudnia 1922 roku na mocy porozumienia z Uqair, w którym wytyczono granicę między Kuwejtem a Sułtanatem Nadżdu. W strefie neutralnej Kuwejt i Sułtanat Nadżdu (od 1932 roku Arabia Saudyjska) miały równe prawa. |
|                                                             | | |
| Tanger (do 29 października 1956)                            | Międzynarodowa Strefa Tangeru (arab. ‏منطقة طنجة الدولية‎, fr. Zone internationale de Tanger, hiszp. Zona Internacional de Tánger, ang. Tangier International Zone) | Tanger stanowił strefę międzynarodową pod wspólnym zarządem wielu państw. Po II wojnie światowej jego status regulowało porozumienie anglo-francuskie z 31 sierpnia 1945 roku, a następnie protokół z 10 listopada 1952 roku zmieniający to porozumienie podpisany przez Belgię, Francję, Hiszpanię, Holandię, Portugalię, Stany Zjednoczone, Wielką Brytanię i Włochy. Po odzyskaniu przez Maroko niepodległości na mocy deklaracji z 29 października 1956 roku Międzynarodowa Strefa Tangeru została zlikwidowana i stała się integralną częścią Maroka. |
|                                                             | | |
| Triest (do 26 października 1954)                            | Wolne Terytorium Triestu (wł. Territorio Libero di Trieste, chorw. Slobodna teritorija Trsta, słoweń. Svobodno tržaško ozemlje) | Wolne Terytorium Triestu podzielone było na dwie strefy. Strefa A obejmowała Triest z wąskim pasem wybrzeża na północ od miasta, strefa B natomiast północno-zachodnią część Istrii. Strefa A znajdowała się pod wojskową administracją Stanów Zjednoczonych i Wielkiej Brytanii, strefa B – Jugosławii. 5 października 1954 roku w Londynie Stany Zjednoczone, Wielka Brytania, Włochy i Jugosławia podpisały memorandum, w którym rządy Wielkiej Brytanii i Stanów Zjednoczonych zobowiązały się do wycofania swoich sił zbrojnych ze strefy A i powierzyły administrowanie tym obszarem rządowi Włoch (skrawek strefy A, m.in. kilka wiosek w gminie Muggia, został przekazany Jugosławii). Rządy włoski i jugosłowiański miały natomiast powołać władze cywilne na zarządzanych przez siebie obszarach. Formalne przekazanie administracji Włochom nastąpiło 26 października 1954 roku. |
|                                                             | | |
| Tymczasowy Rząd Republiki Algierskiej (od 19 września 1958) | Tymczasowy Rząd Republiki Algierskiej (arab. ‏الحكومة المؤقتة للجمهورية الجزائرية‎, fr. Gouvernement provisoire de la République algérienne) | Tymczasowy Rząd Republiki Algierskiej powołany został w Kairze przez Front Wyzwolenia Narodowego 19 września 1958 roku. Na jego czele stanął Ferhat Abbas. Stanowił on platformę dyplomatyczną w walce o niepodległość Algierii. Został on uznany przez część państw arabskich, afrykańskich oraz azjatyckich, nie uznawał go natomiast rząd Francji. |
|                                                             | | |
| Zakon Maltański Siedziba: Rzym                              | Suwerenny Rycerski Zakon Szpitalników Świętego Jana, z Jerozolimy, z Rodos i z Malty (łac. Supremus Militaris Ordo Hospitalarius Sancti Ioannis Hierosolymitani Rhodiensis et Melitensis, wł. Sovrano Militare Ordine Ospedaliero di San Giovanni di Gerusalemme, di Rodi e di Malta) | W latach 50. Zakon Maltański był ściśle związany ze Stolicą Apostolską. 24 stycznia 1953 roku Trybunał Kardynałów wydał orzeczenie, w którym zaznaczył, że Zakon Maltański korzystał z pewnych prerogatyw właściwych dla podmiotu prawa międzynarodowego, jednak nie stanowiły one uprawnień podmiotu suwerennego w pełnym tego słowa znaczeniu. W orzeczeniu podkreślona została także zależność Zakonu od Stolicy Apostolskiej. Zgodnie z art. 1 Karty Konstytucyjnej z 1956 roku, Zakon Maltański posiadał osobowość prawną uroczyście zatwierdzoną przez Stolicę Apostolską, a także osobowość prawnomiędzynarodową, uznaną i zdefiniowaną w dokumentach wydanych lub zatwierdzonych przez Stolicę Apostolską. Na koniec lat 50. Zakon Maltański utrzymywał stosunki dyplomatyczne z ponad 20 państwami.                                                                                |
|                                                             | | |